# Lieusaint (Seine-et-Marne)
Pour les articles homonymes, voir Lieusaint.
Lieusaint [ljøsɛ̃]  est une commune française située dans le département de Seine-et-Marne, en région Île-de-France.
En 2022, elle compte 14 096 habitants.

## Géographie

### Localisation
- 1Carte dynamique
- 2Carte OpenStreetMap
- 3Carte topographique
- 4Carte avec les communes environnantes

La commune de Lieusaint se trouve à l'ouest du département de Seine-et-Marne, en région Île-de-France et au nord-ouest de la région naturelle la Brie. Elle fait partie de la communauté d'agglomération Grand Paris Sud Seine-Essonne-Sénart.
Elle se situe à 16,05 km par la route au nord-ouest de Melun, préfecture du département et à 12,96 km à l'est d'Évry-Courcouronnes, siège de la communauté d'agglomération Grand Paris Sud Seine-Essonne-Sénart.
La commune fait en outre partie du bassin de vie de Paris.

### Communes limitrophes
Le territoire de la commune de Lieusaint est situé à la limite des départements de Seine-et-Marne et de l'Essonne dont deux communes lui sont limitrophes à l'ouest. Aucun élément géographique naturel ne marque la limite du territoire de Lieusaint avec celui de ses voisines.
Les communes les plus proches sont : 
Tigery (3,1 km), Moissy-Cramayel (3,3 km), Combs-la-Ville (3,5 km), Quincy-sous-Sénart (4,5 km), Saint-Pierre-du-Perray (4,5 km), Saint-Germain-lès-Corbeil (4,6 km), Varennes-Jarcy (5,2 km), Nandy (5,5 km).
| Tigery (Essonne)                 | Combs-la-Ville    |                 |
|                                  | Lieusaint         | Moissy-Cramayel |
| Saint-Pierre-du-Perray (Essonne) | Savigny-le-Temple |                 |

### Relief et géologie
Géologiquement intégré au bassin parisien, qui est une région géologique sédimentaire, l'ensemble des terrains affleurants de la commune sont issus de l'ère géologique Cénozoïque (des périodes géologiques s'étageant du Paléogène au Quaternaire),.

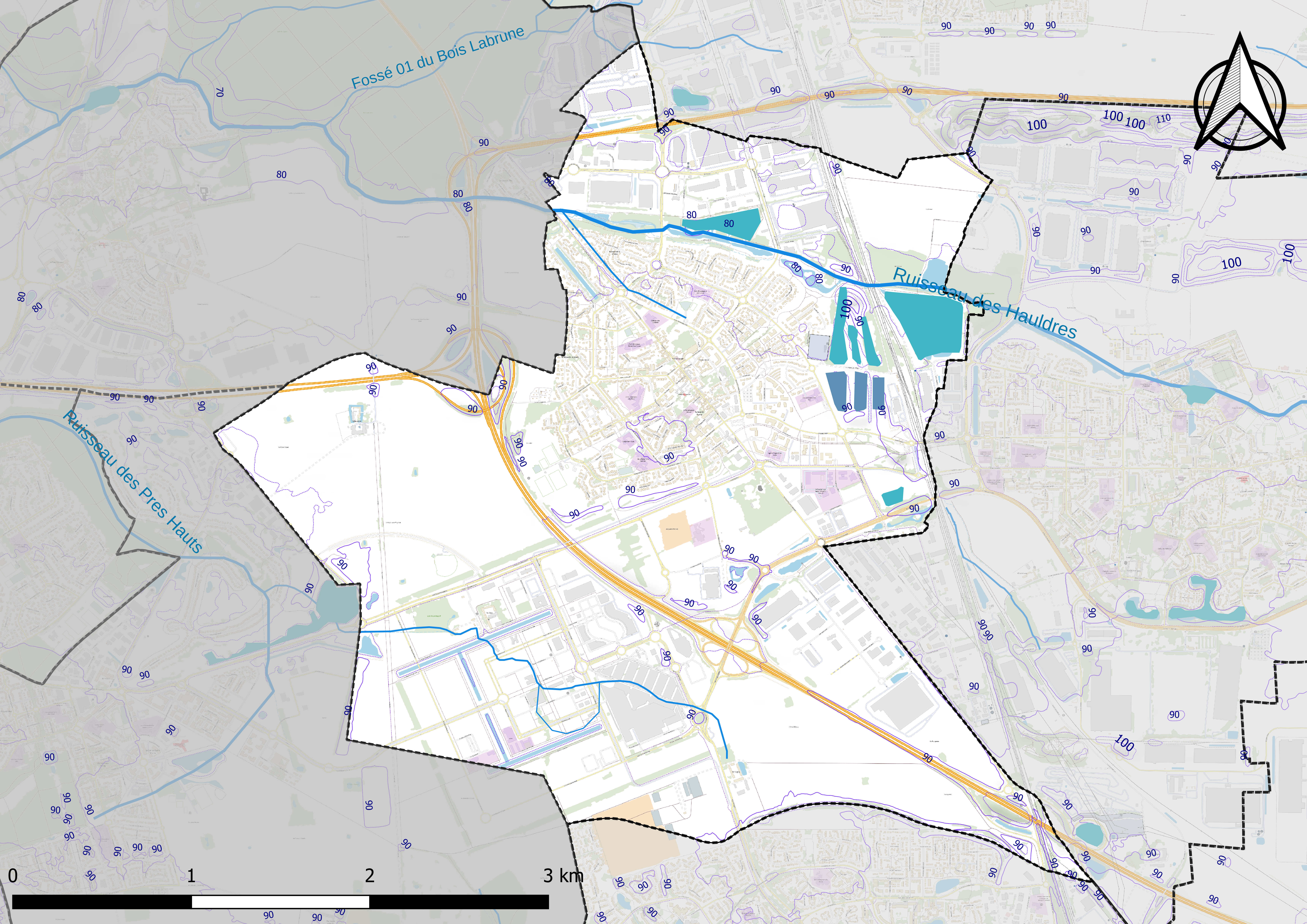
Carte du relief de Lieusaint.
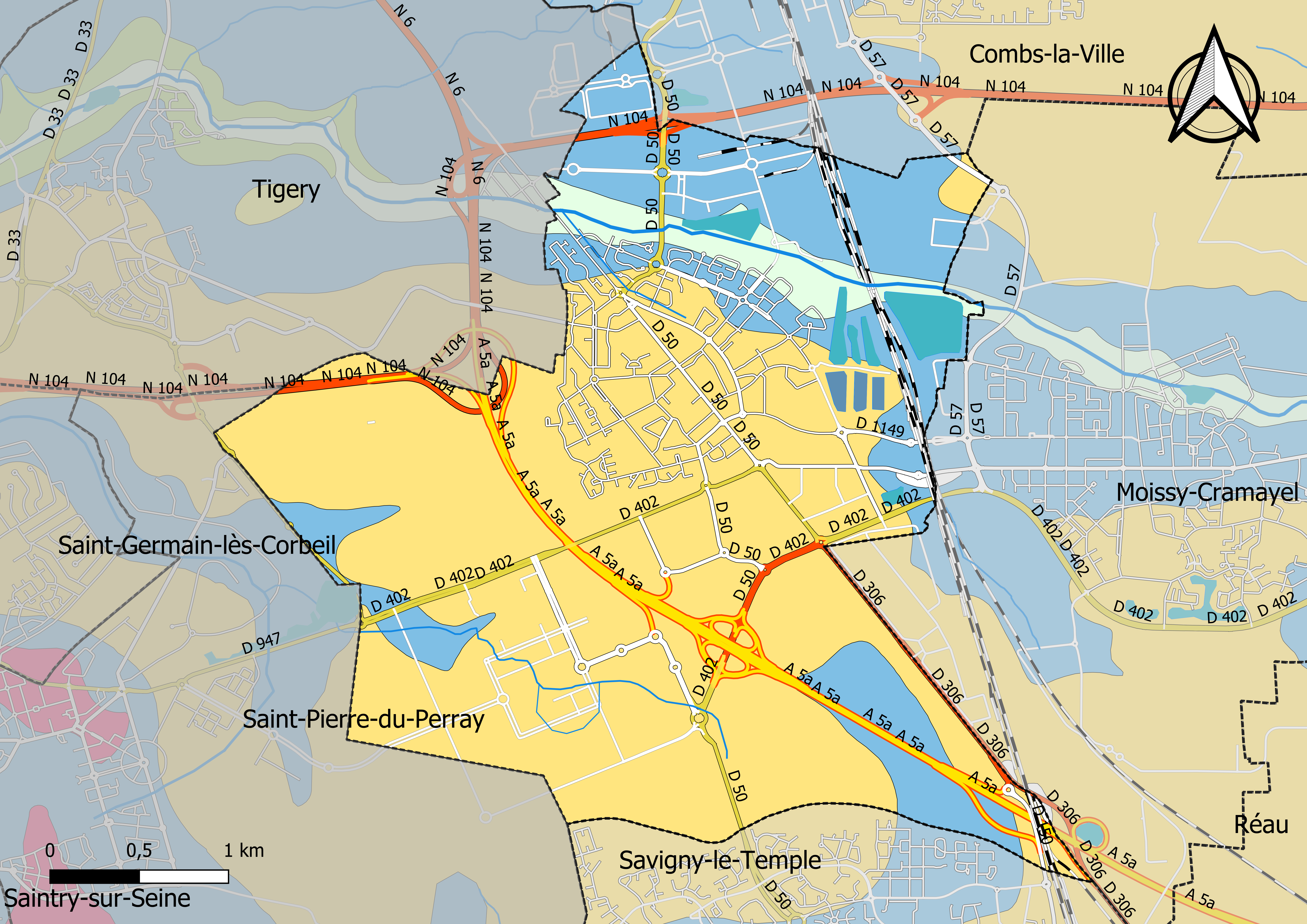
Carte géologique vectorisée et harmonisée de Lieusaint.

|  | X :  | Dépôts anthropiques, remblais.                                    |
|  | LP : | Limon des plateaux de composition argilo-marneuse.                |
|  | Fz : | Alluvions récentes : limons, argiles, sables, tourbes localement. |

|  | g1CB : | Calcaire de Brie stampien et meulières plio-quaternaire indifférenciées. |

La commune est classée en zone de sismicité 1, correspondant à une sismicité très faible.

### Hydrographie

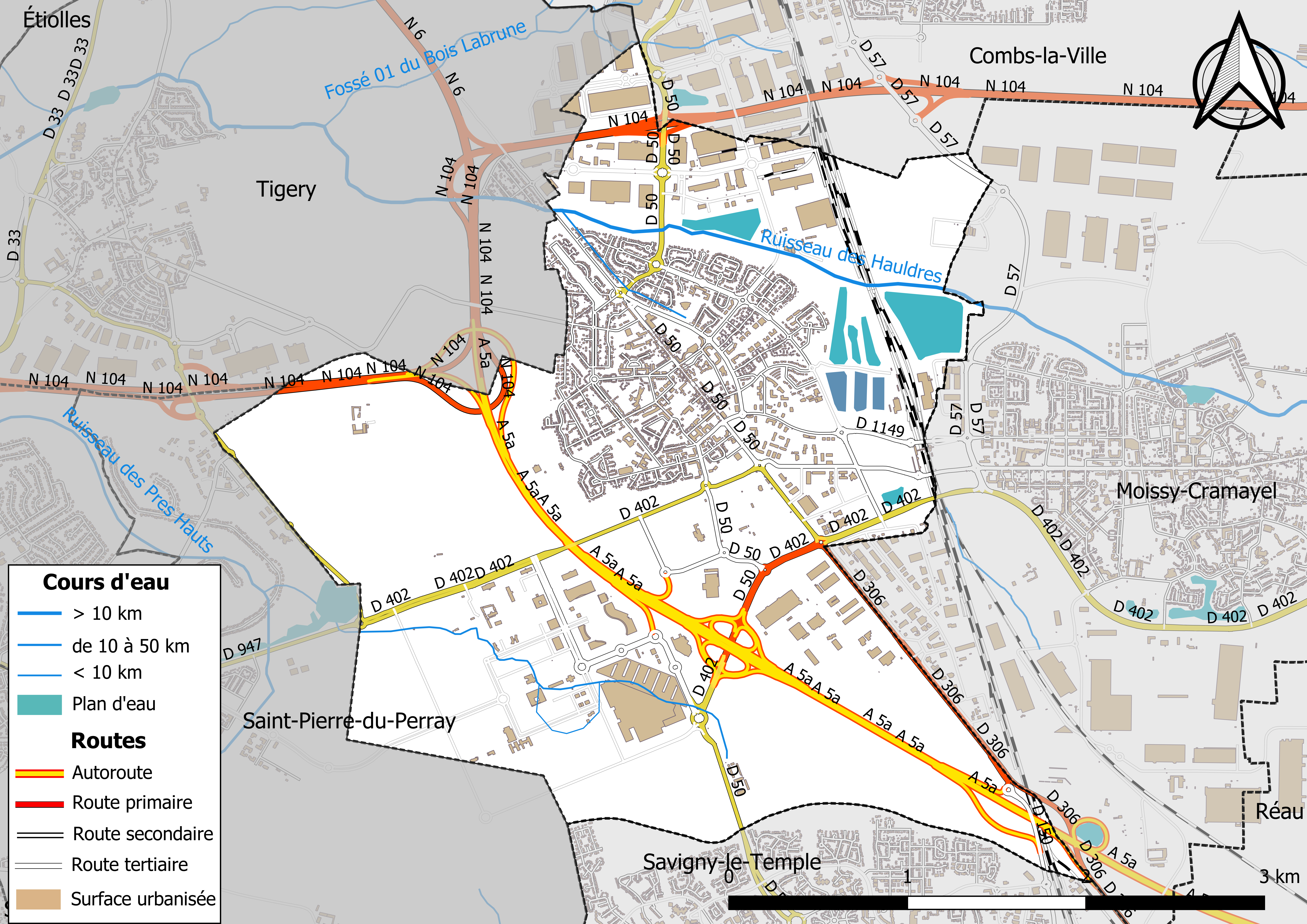
Carte des réseaux hydrographique et routier de Lieusaint.

- le ruisseau des Hauldres, 17,14 km[8], affluent gauche de la Seine ;
  - le fossé 01 du Pont du Roi, chenal de 0,95 km[9], qui conflue avec le ruisseau des Hauldres ;
- le fossé 01 des Quarante-Cinq Arpents, canal de 3,20 km[10], qui conflue avec le ruisseau des Pres Hauts ;
  - le bras 01 des Quarante-Cinq Arpents, 0,78 km[11].

La longueur totale des cours d'eau sur la commune est de 6,64 km.
Au nord-est de la commune, un bassin de rétention des eaux pluviales, nommé bassin de l'Ormoy (ou canal d'Ormoy), d'une superficie de 0,74 ha et d'une capacité de 12 000 m3, a été creusé en 1981 pour récupérer les eaux de ruissellement de la zone urbaine environnante. Le bassin a plusieurs fonctions : l'écrêtement des débits, la dépollution des eaux pluviales par effet de décantation à la suite de la stagnation des eaux et par phytoépuration grâce à la présence de plantes semi-aquatiques plantées au pied des berges et une fonction d’agrément et de loisirs. Un déversoir, situé à l'extrémité nord du bassin, régule le rejet des eaux via un petit bras du ruisseau des Hauldres,.

Sélection de vues des cours d'eau et bassins de Lieusaint.
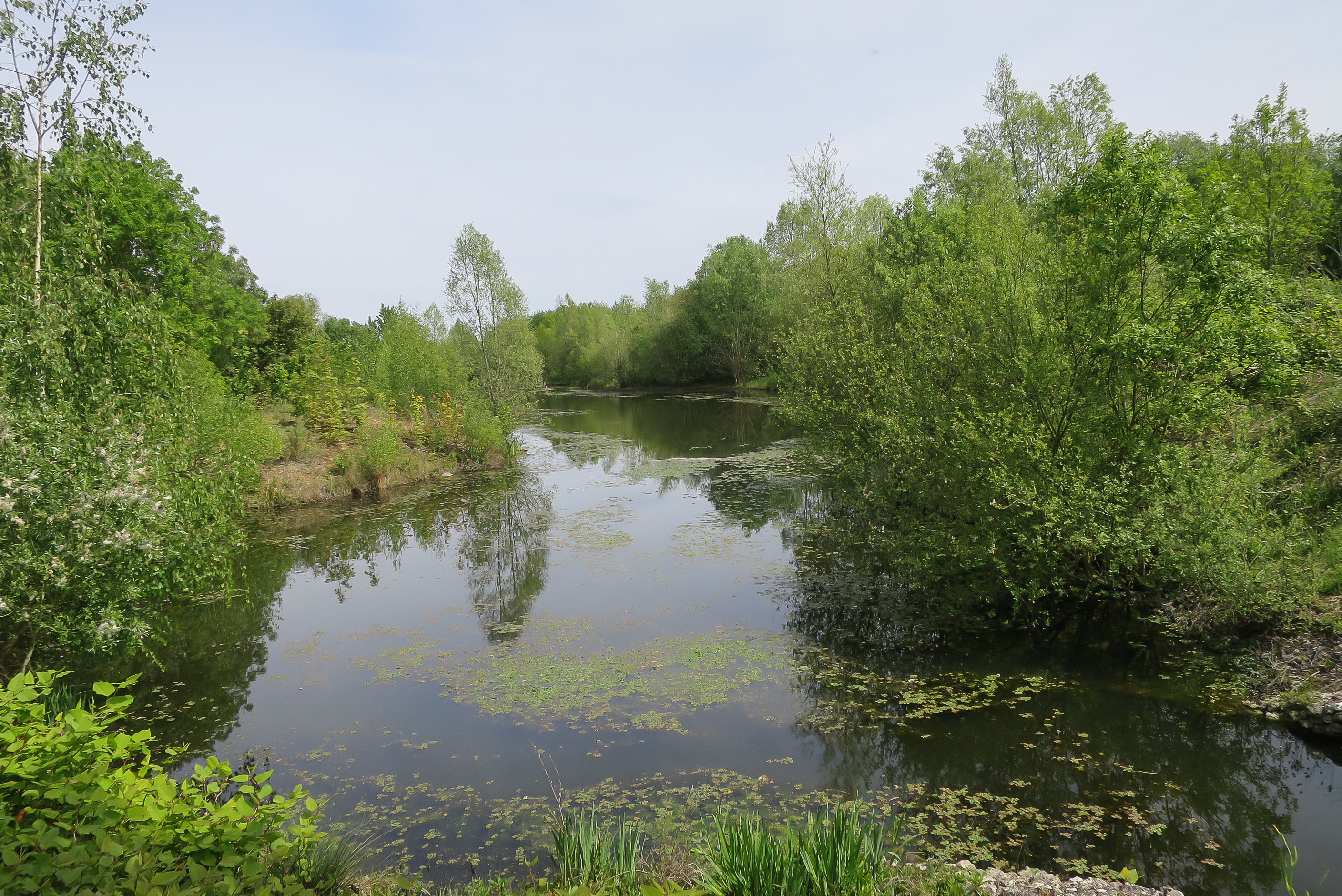
Le ruisseau des Hauldres.
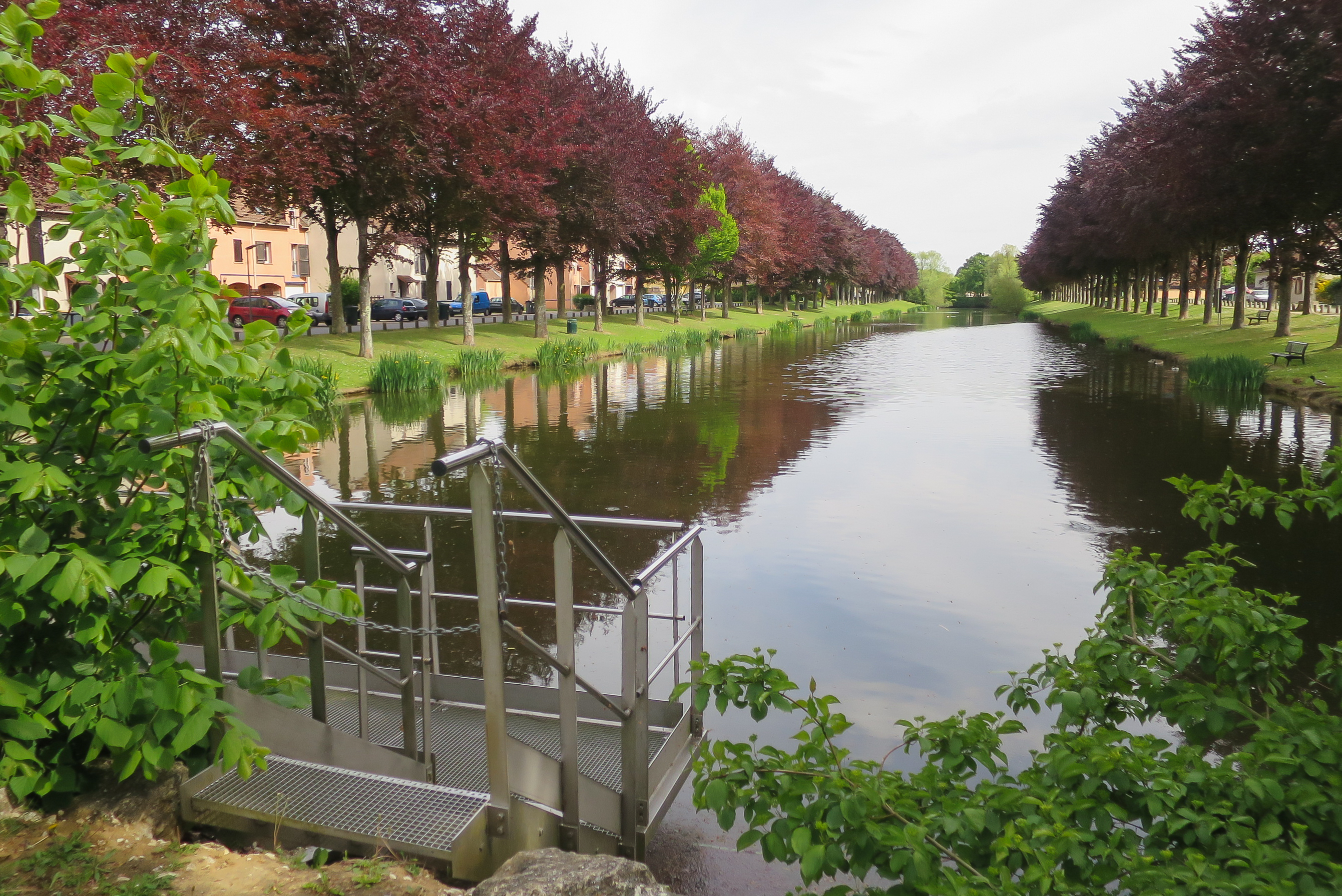
Le bassin d'Ormoy.
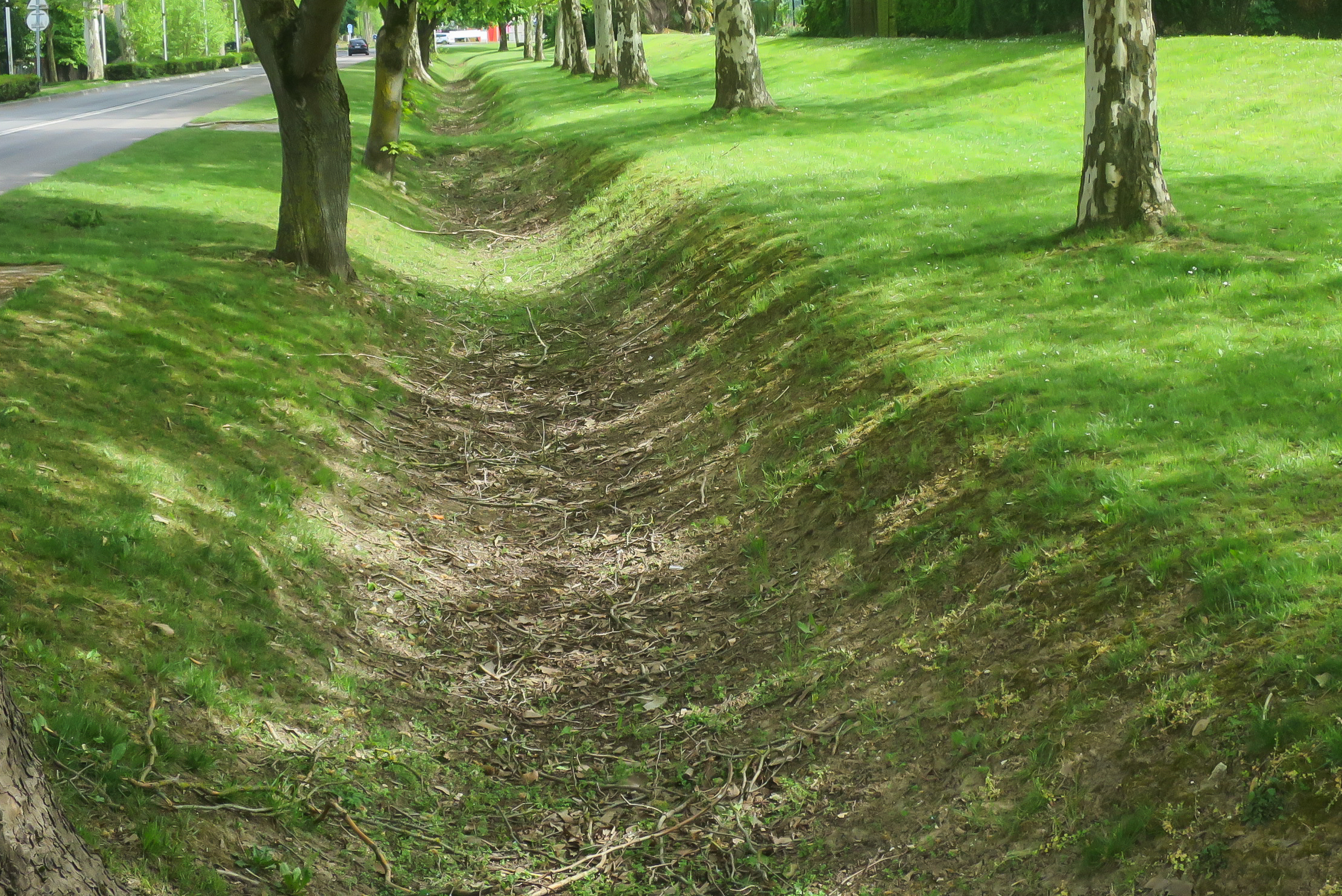
Le fossé 01 Pont du Roi.

Au nord de la commune, quelques étangs bordent le ruisseau des Hauldres. Parmi ceux-ci on trouve d'ouest en est : l'étang de la Flâche, l'étang des Roselières, l'étang du Vernouillet et l'espace naturel de la Motte construit sur l’ancien bassin de la sucrerie de Lieusaint.

Sélection de vues de l'étang des Roselières
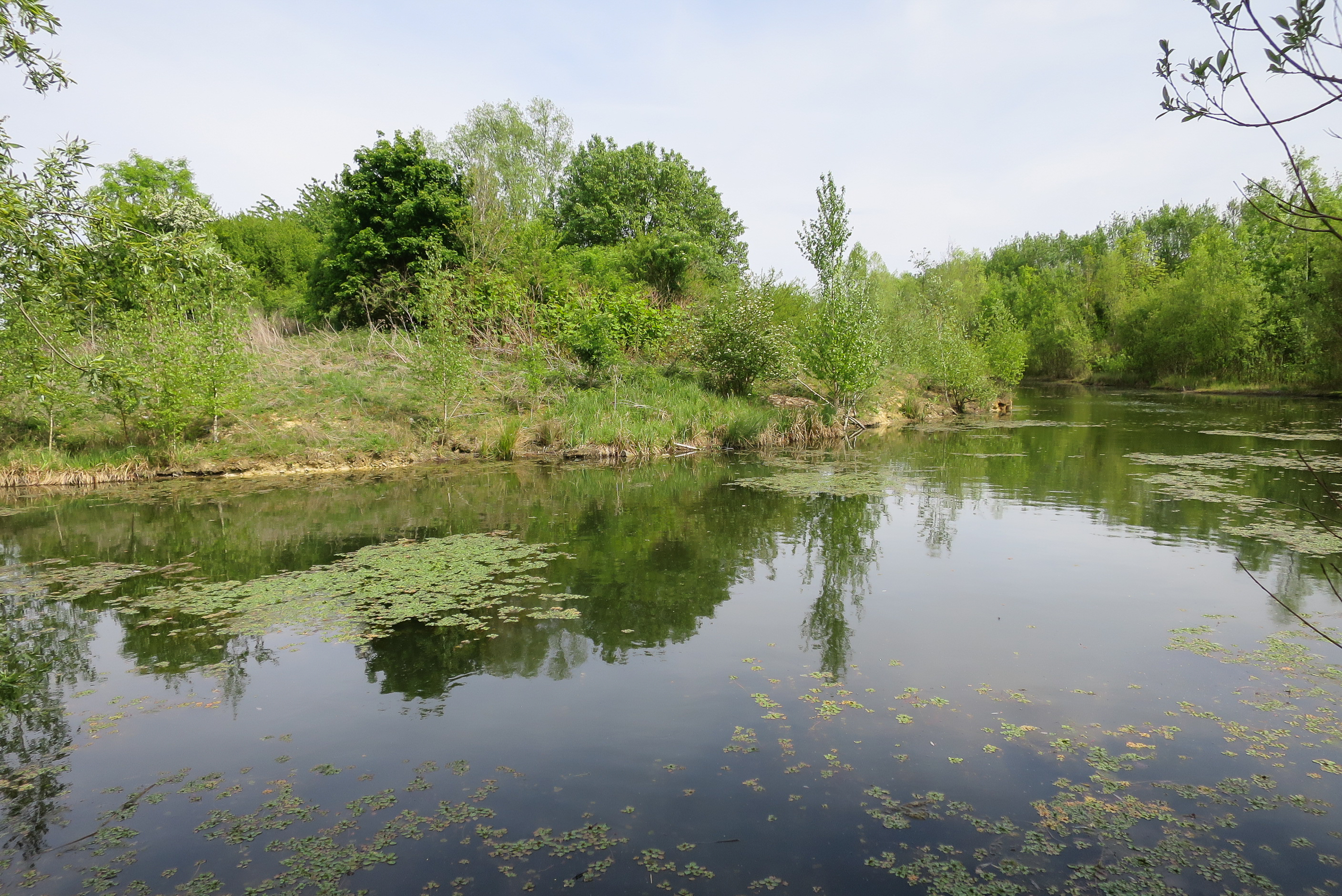
Vue de la partie occidentale de l'étang à sa jonction avec le ruisseau des Hauldres.
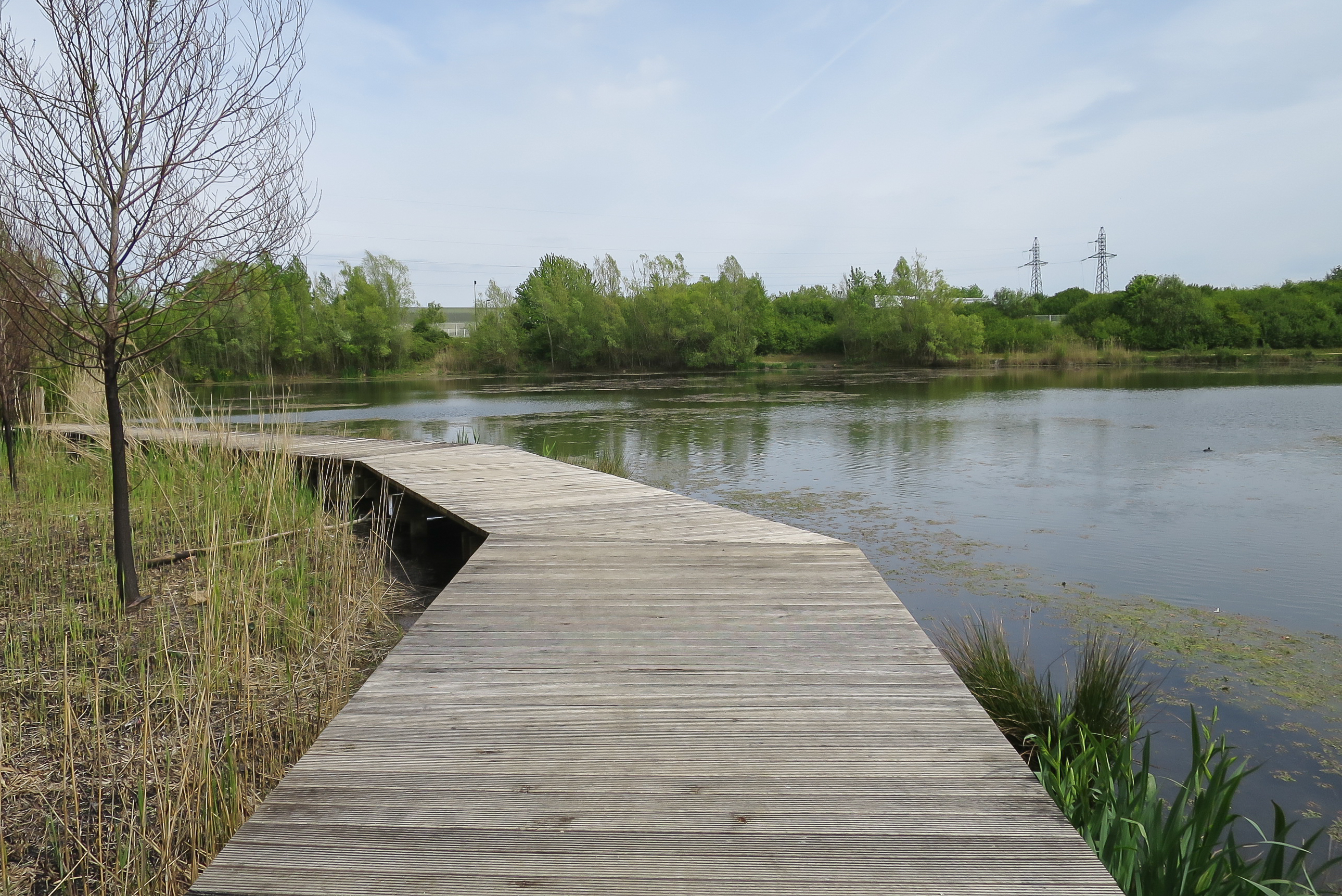
Ponton le long de la rive nord de l'étang.
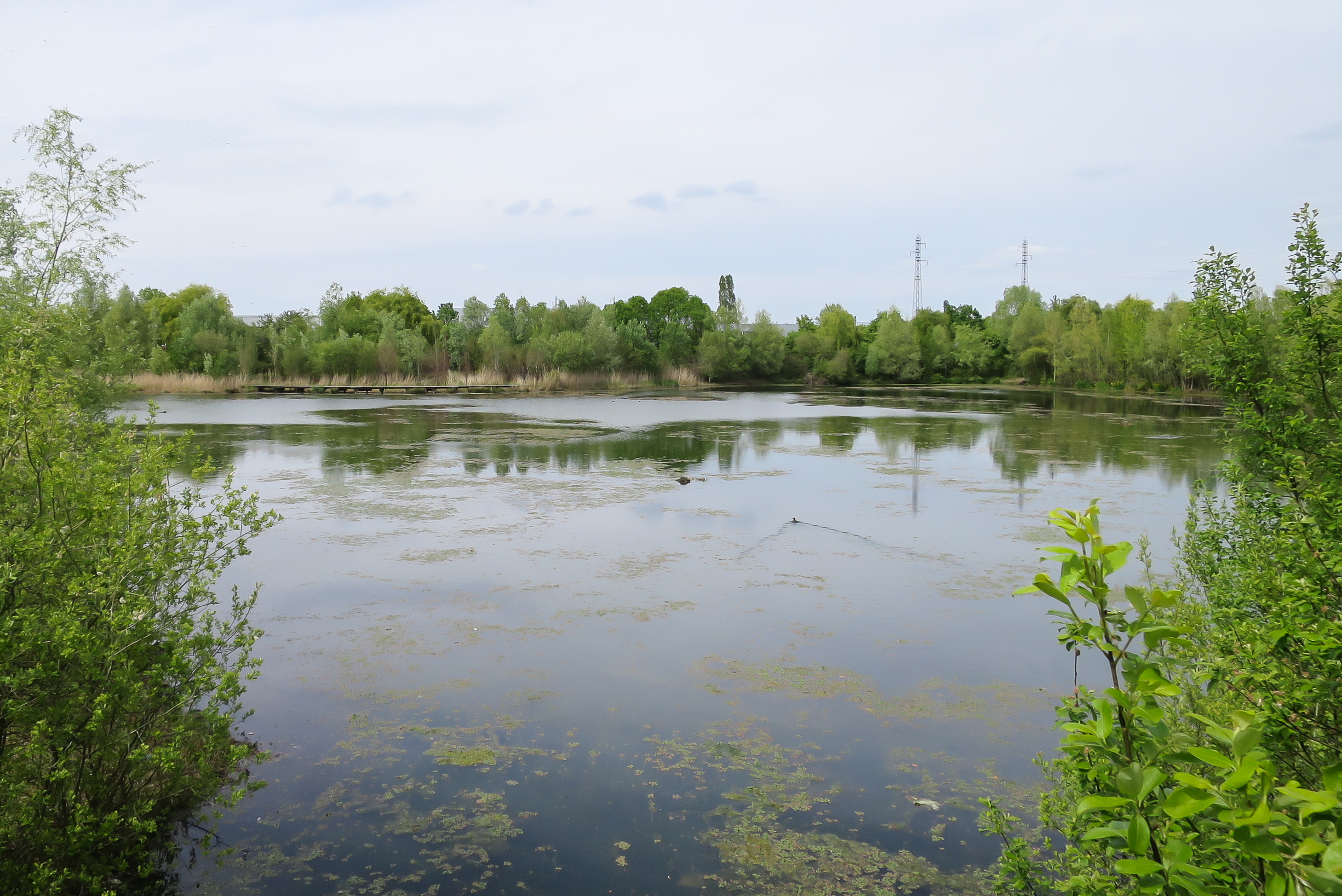
La partie orientale de l'étang.

Deux canaux artificiels ont été construits au début du XXIe siècle dans la zone de Carré Sénart : le canal Nord, dénommé la  Ligne  d’eau , et le canal Sud, dénommé le Fil  de  l’eau. Par la suite, deux extensions perpendiculaires aux canaux Nord et Sud ont été creusées et dénommées canal central Nord et canal central Sud. Ces canaux ont pour vocation la retenue des eaux pluviales de la zone.

Sélection de vues des canaux de Carré Sénart
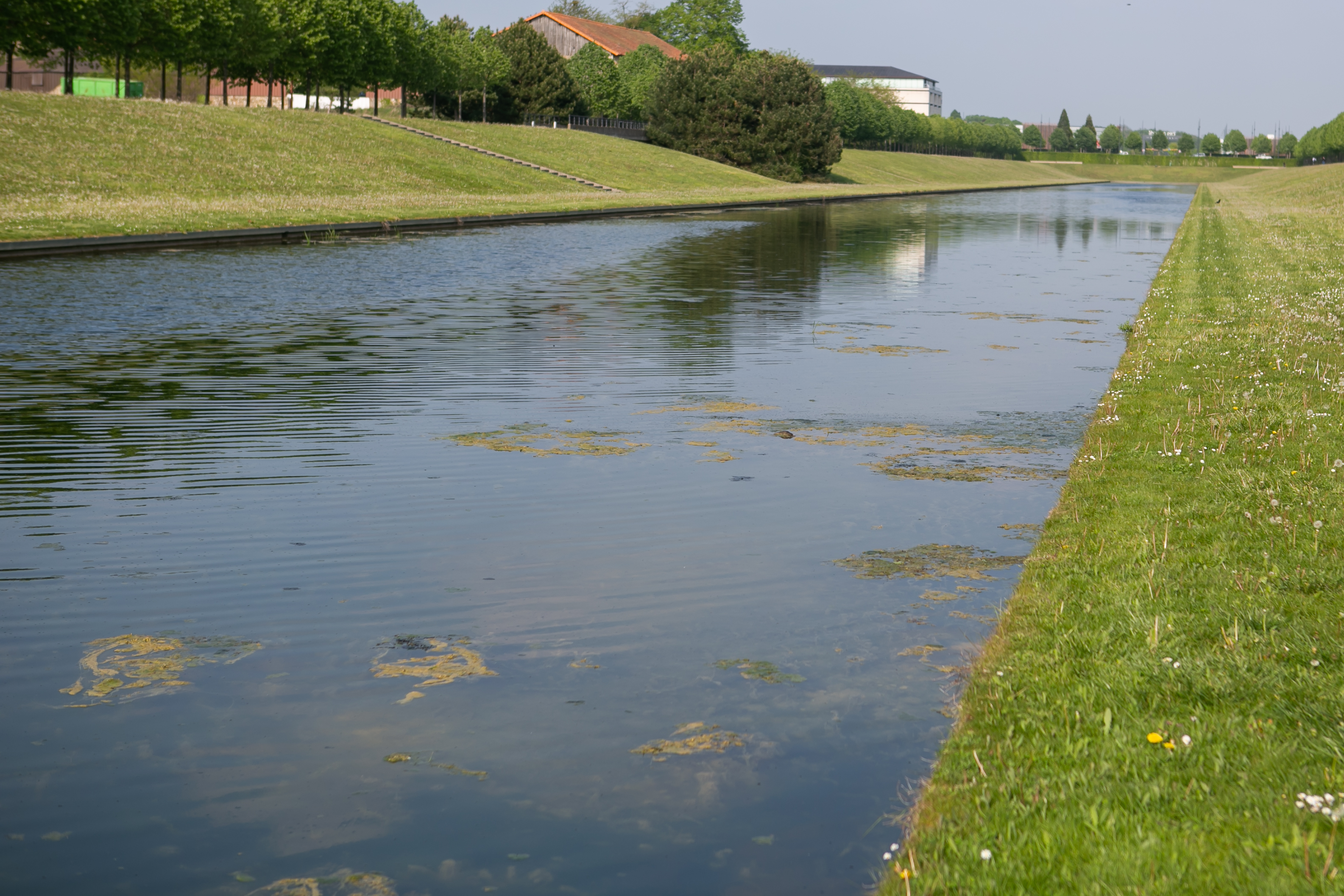
Le canal Nord.
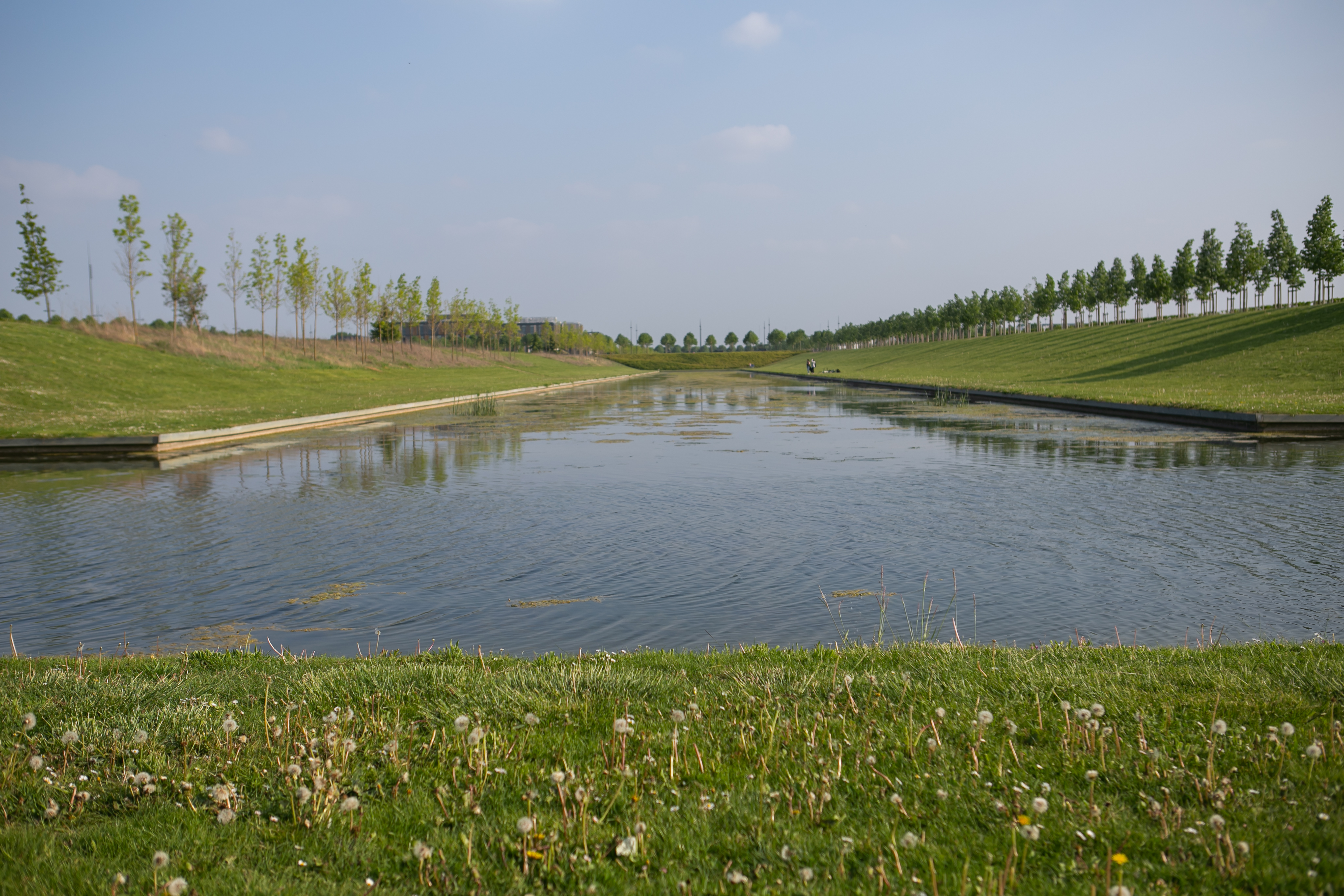
L'extension du canal Nord.
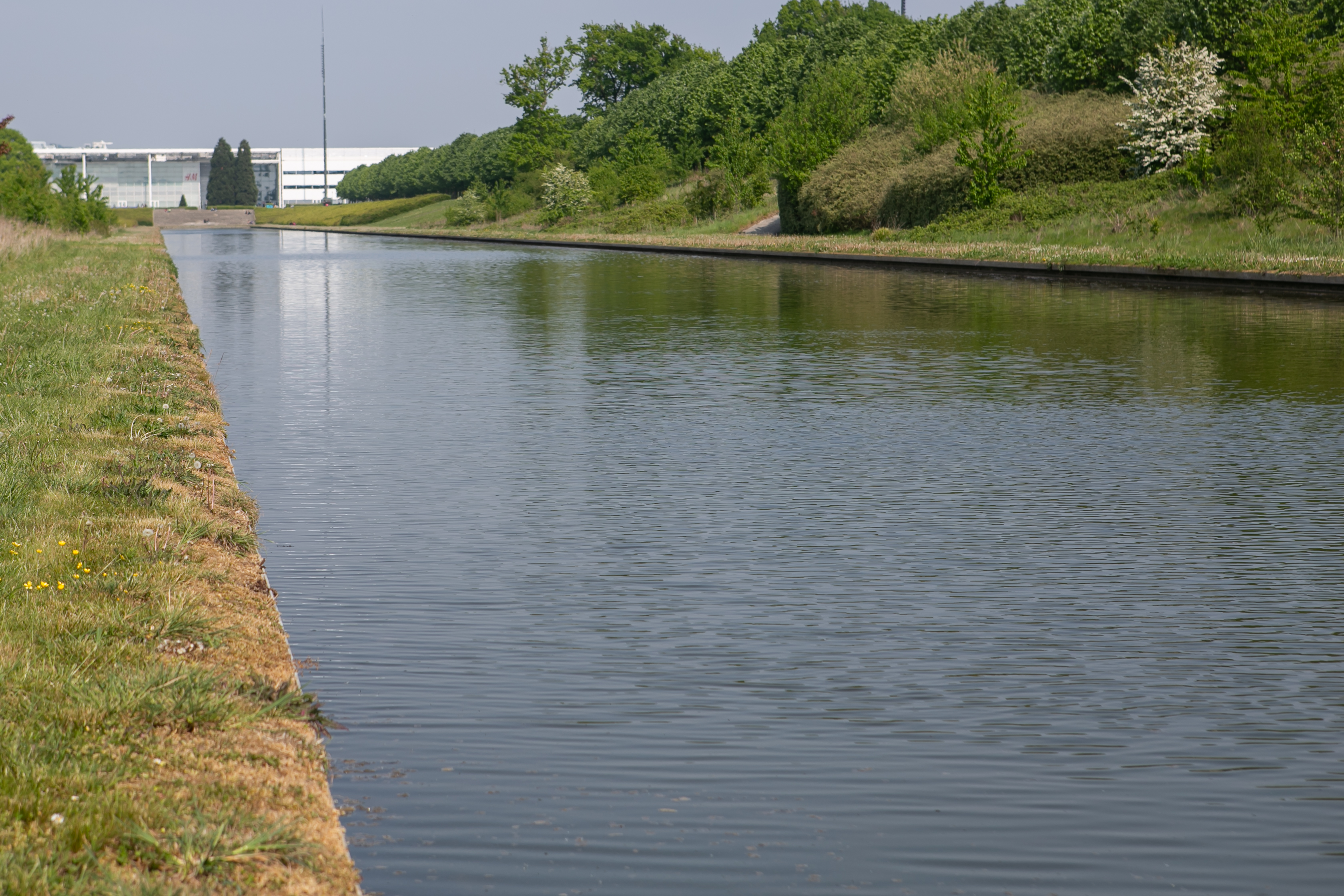
Le canal Sud.
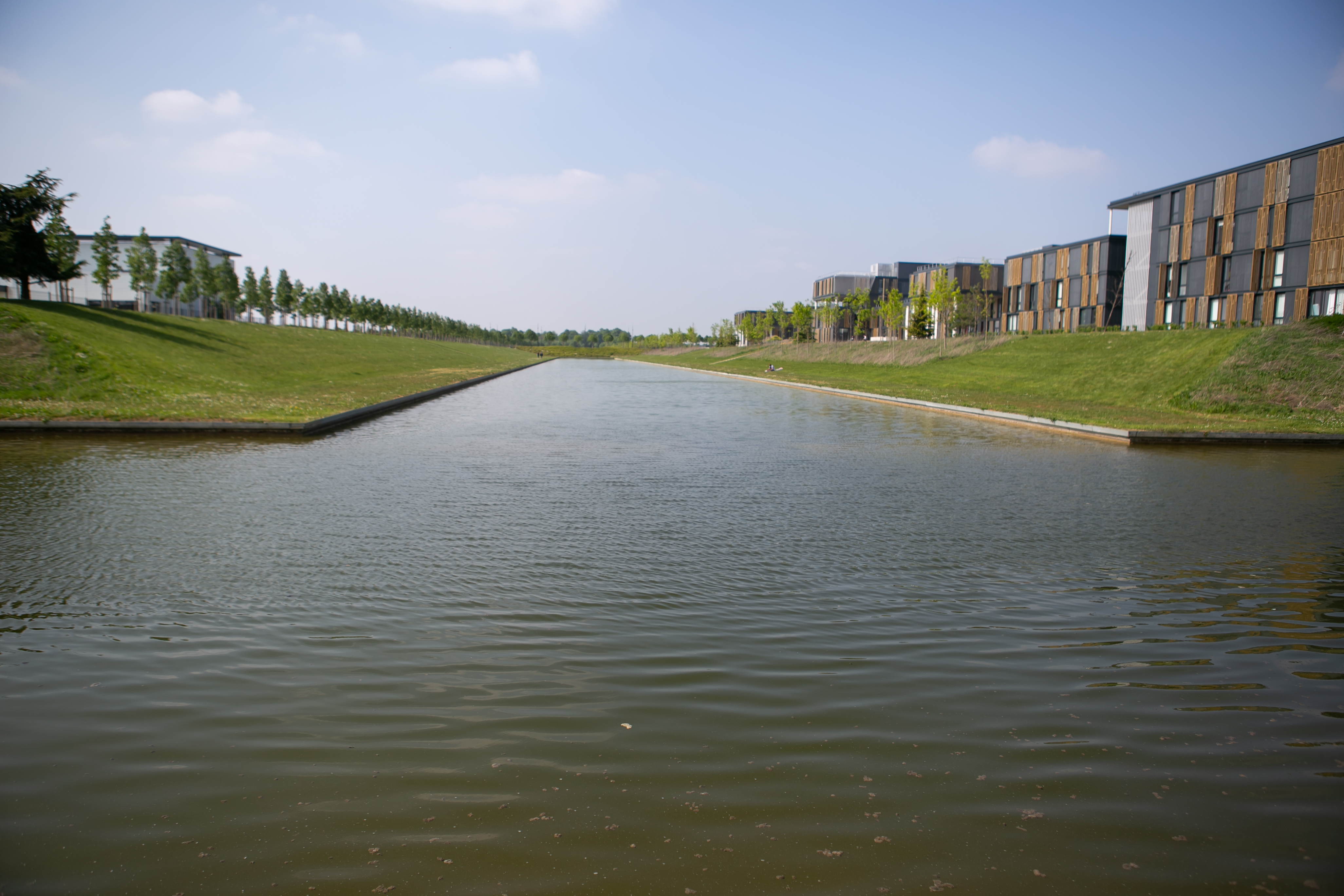
L'extension du canal Sud.

### Climat
Pour des articles plus généraux, voir Climat de l'Île-de-France et Climat de Seine-et-Marne.
En 2010, le climat de la commune est de type climat océanique dégradé des plaines du Centre et du Nord, selon une étude du CNRS s'appuyant sur une série de données couvrant la période 1971-2000. En 2020, Météo-France publie une typologie des climats de la France métropolitaine dans laquelle la commune est exposée à un climat océanique altéré et est dans la région climatique Sud-ouest du bassin Parisien, caractérisée par une faible pluviométrie, notamment au printemps (120 à 150 mm) et un hiver froid (3,5 °C).
Pour la période 1971-2000, la température annuelle moyenne est de 11,2 °C, avec une amplitude thermique annuelle de 15,4 °C. Le cumul annuel moyen de précipitations est de 673 mm, avec 11 jours de précipitations en janvier et 7,8 jours en juillet. Pour la période 1991-2020, la température moyenne annuelle observée sur la station météorologique la plus proche, située sur la commune de Seine-Port à 8 km à vol d'oiseau, est de 11,3 °C et le cumul annuel moyen de précipitations est de 673,1 mm,. Pour l'avenir, les paramètres climatiques de la commune estimés pour 2050 selon différents scénarios d'émission de gaz à effet de serre sont consultables sur un site dédié publié par Météo-France en novembre 2022.

### Milieux naturels et biodiversité

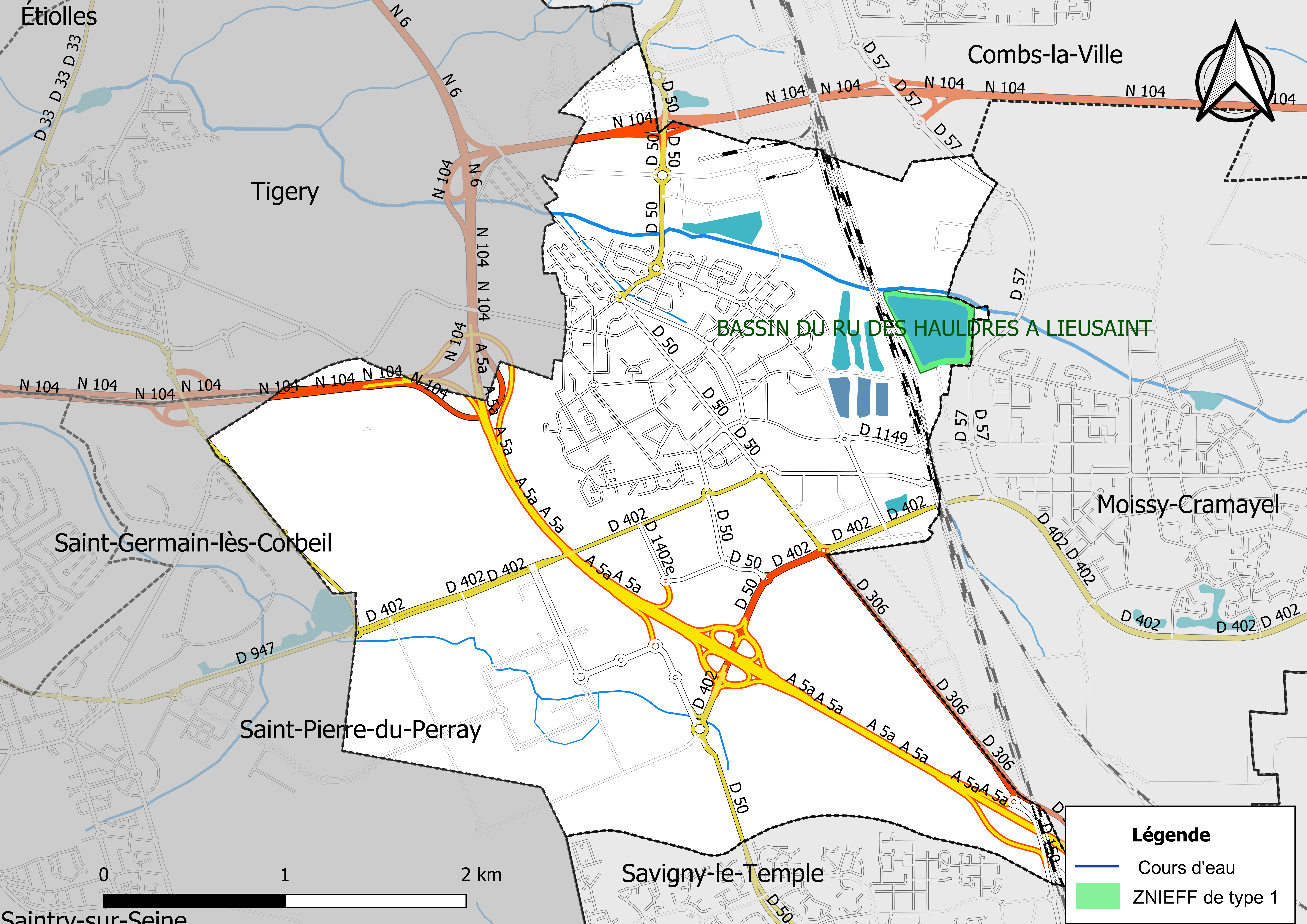
Carte des ZNIEFF de type 1 localisées sur la commune.

L’inventaire des zones naturelles d'intérêt écologique, faunistique et floristique (ZNIEFF) a pour objectif de réaliser une couverture des zones les plus intéressantes sur le plan écologique, essentiellement dans la perspective d’améliorer la connaissance du patrimoine naturel national et de fournir aux différents décideurs un outil d’aide à la prise en compte de l’environnement dans l’aménagement du territoire.
Le territoire communal de Lieusaint comprend une ZNIEFF de type 1,,, le « Bassin du ru des Hauldres à Lieusaint » (16,36 ha).

## Urbanisme

### Typologie
Au 1er janvier 2024, Lieusaint est catégorisée centre urbain intermédiaire, selon la nouvelle grille communale de densité à sept niveaux définie par l'Insee en 2022.
Elle appartient à l'unité urbaine de Paris, une agglomération inter-départementale regroupant 407  communes, dont elle est une commune de la banlieue,,. Par ailleurs la commune fait partie de l'aire d'attraction de Paris, dont elle est une commune de la couronne,. Cette aire regroupe 1 929 communes,.

### Occupation des sols
L'occupation des sols de la commune, telle qu'elle ressort de la base de données européenne d’occupation biophysique des sols Corine Land Cover (CLC), est marquée par l'importance des territoires artificialisés (57,1 % en 2018), en augmentation par rapport à 1990 (19 %). La répartition détaillée en 2018 est la suivante : 
terres arables (39,12 %), 
zones industrielles ou commerciales et réseaux de communication (34,51 %), 
zones urbanisées (22,37 %), 
milieux à végétation arbustive et/ou herbacée (3,76 %), 
espaces verts artificialisés, non agricoles (0,24 %).
| Type d’occupation | 1990      | 1990    | 2018      | 2018    | Bilan      |
| --- | --------- | ------- | --------- | ------- | ---------- |
| Territoires artificialisés (zones urbanisées, zones industrielles ou commerciales et réseaux de communication, mines, décharges et chantiers, espaces verts artificialisés ou non agricoles) | 226,69 ha | 19,02 % | 680,64 ha | 57,12 % | 453,95 ha  |
| Territoires agricoles (terres arables, cultures permanentes, prairies, zones agricoles hétérogènes)                                                                                          | 910,80 ha | 76,43 % | 466,17 ha | 39,12 % | −444,62 ha |
| Forêts et milieux semi-naturels (forêts, milieux à végétation arbustive et/ou herbacée, espaces ouverts sans ou avec peu de végétation)                                                      | 54,12 ha  | 4,54 %  | 44,79 ha  | 3,76 %  | −9,33 ha   |

Parallèlement, L'Institut Paris Région, agence d'urbanisme de la région Île-de-France, a mis en place un inventaire numérique de l'occupation du sol de l'Île-de-France, dénommé le MOS (Mode d'occupation du sol), actualisé régulièrement depuis sa première édition en 1982. Réalisé à partir de photos aériennes, le Mos distingue les espaces naturels, agricoles et forestiers mais aussi les espaces urbains (habitat, infrastructures, équipements, activités économiques, etc.) selon une classification pouvant aller jusqu'à 81 postes, différente de celle de Corine Land Cover,,. L'Institut met également à disposition des outils permettant de visualiser par photo aérienne l'évolution de l'occupation des sols de la commune entre 1949 et 2018.

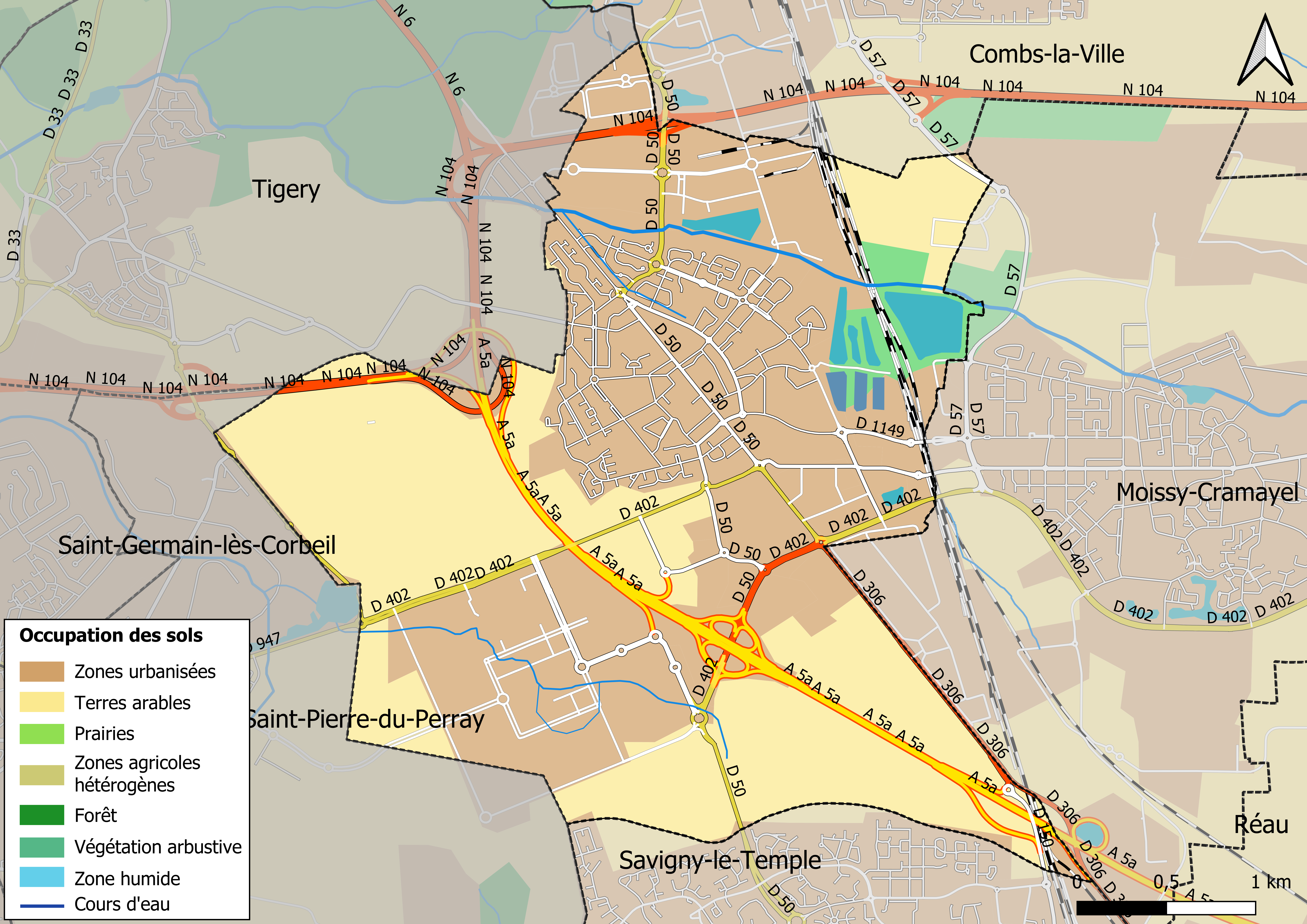
Carte des infrastructures et de l'occupation des sols en 2018 (CLC) de la commune.
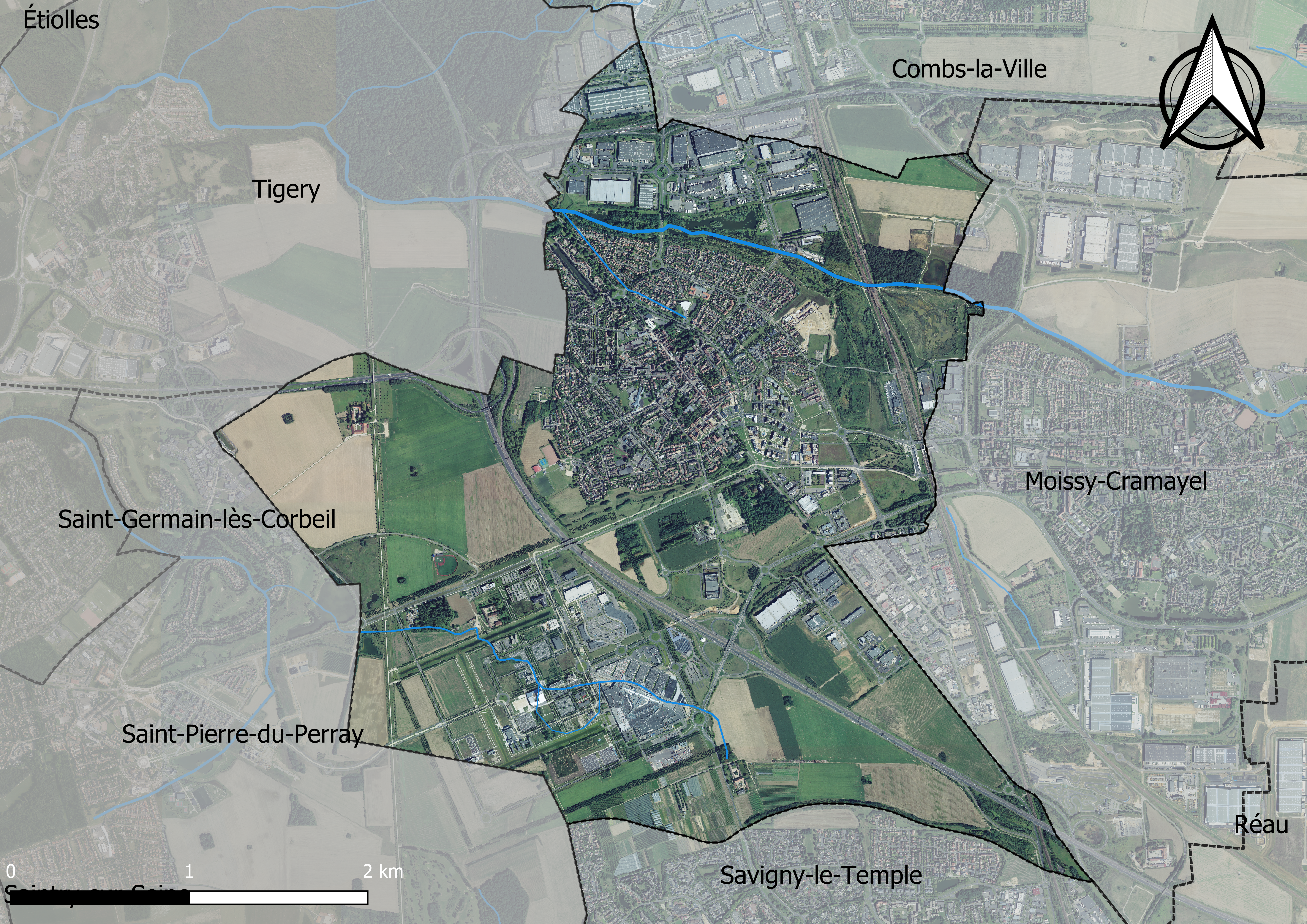
Carte orhophotogrammétrique de la commune.

### Planification
La loi SRU du 13 décembre 2000 a incité les communes à se regrouper au sein d’un établissement public, pour déterminer les partis d’aménagement de l’espace au sein d’un SCoT, un document d’orientation stratégique des politiques publiques à une grande échelle et à un horizon de 20 ans et s'imposant aux documents d'urbanisme locaux, les PLU (Plan local d'urbanisme). La commune est dans le territoire du SCOT Sénartdont l'étude a été engagée en 2013, portée par le syndicat mixte de Sénart Val de Seine (SYMSEVAS).
La commune disposait en 2019 d'un plan local d'urbanisme en révision. Le zonage réglementaire et le règlement associé peuvent être consultés sur le Géoportail de l'urbanisme.

### Lieux-dits et écarts

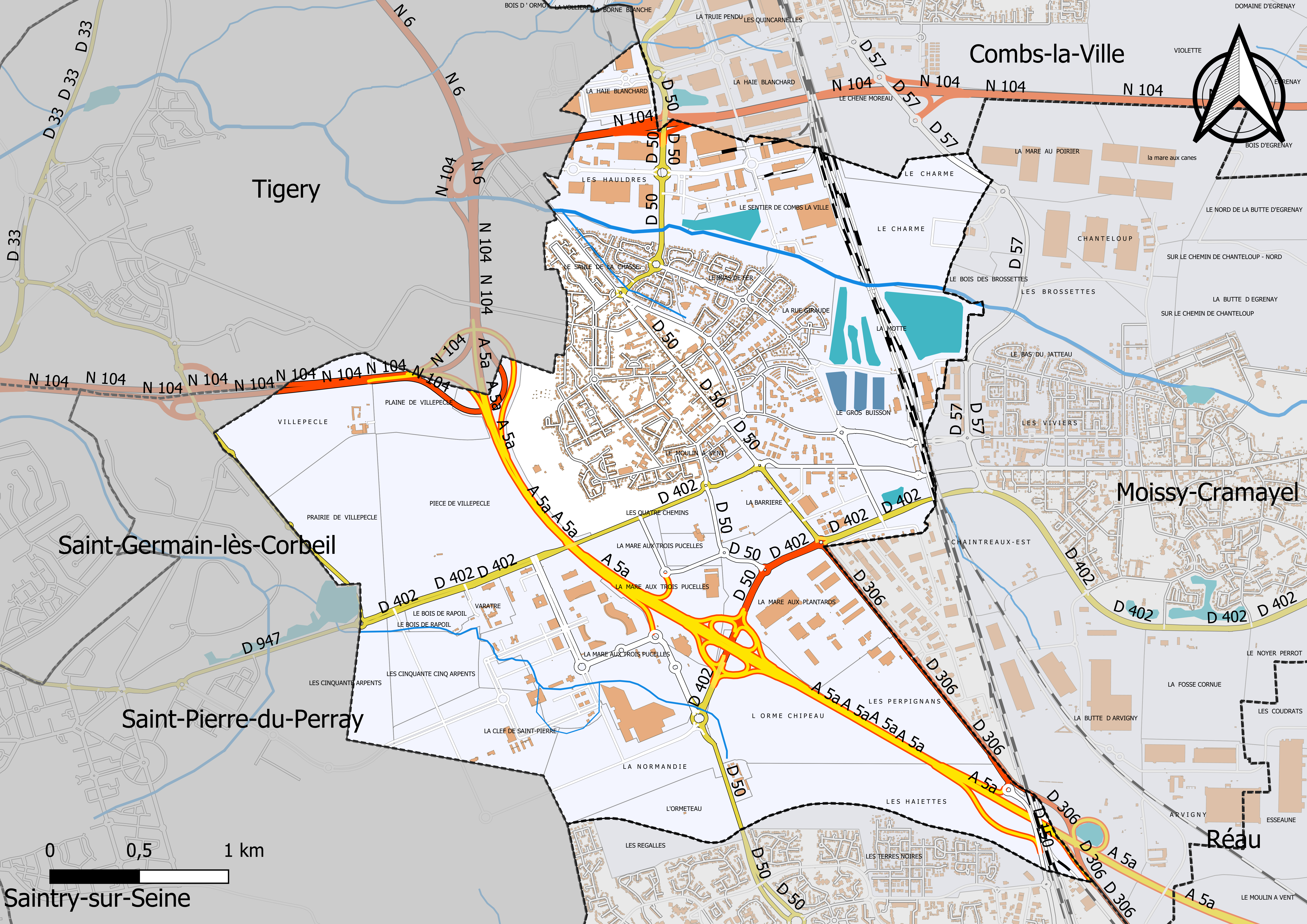
Carte du cadastre de la commune de Lieusaint.

La commune compte 44 lieux-dits administratifs répertoriés consultables ici.

### Quartiers
Outre le centre-ville historique de la commune, Lieusaint est composée de différents quartiers et lieux-dits : Villepecle, Varatre, Servigny, la Pépinière, Vernouillet, la Barrière, Lieusaint-Moissy-Gare, Passage à niveau 15, Passage à niveau 15 bis, Passage à niveau 16 et le quartier Sucrerie.

### Logement
En 2016, le nombre total de logements dans la commune était de 5 182 dont 44,5 % de maisons et 53 % d'appartements.
Parmi ces logements, 95,9 % étaient des résidences principales, 0,7 % des résidences secondaires et 3,5 % des logements vacants.
La part des ménages fiscaux propriétaires de leur résidence principale s'élevait à 49 % contre 50,2 % de locataires dont, 18,3 % de logements HLM loués vides (logements sociaux) et, 0,8 % logés gratuitement.

### Voies de communication et transports

#### Communications routières

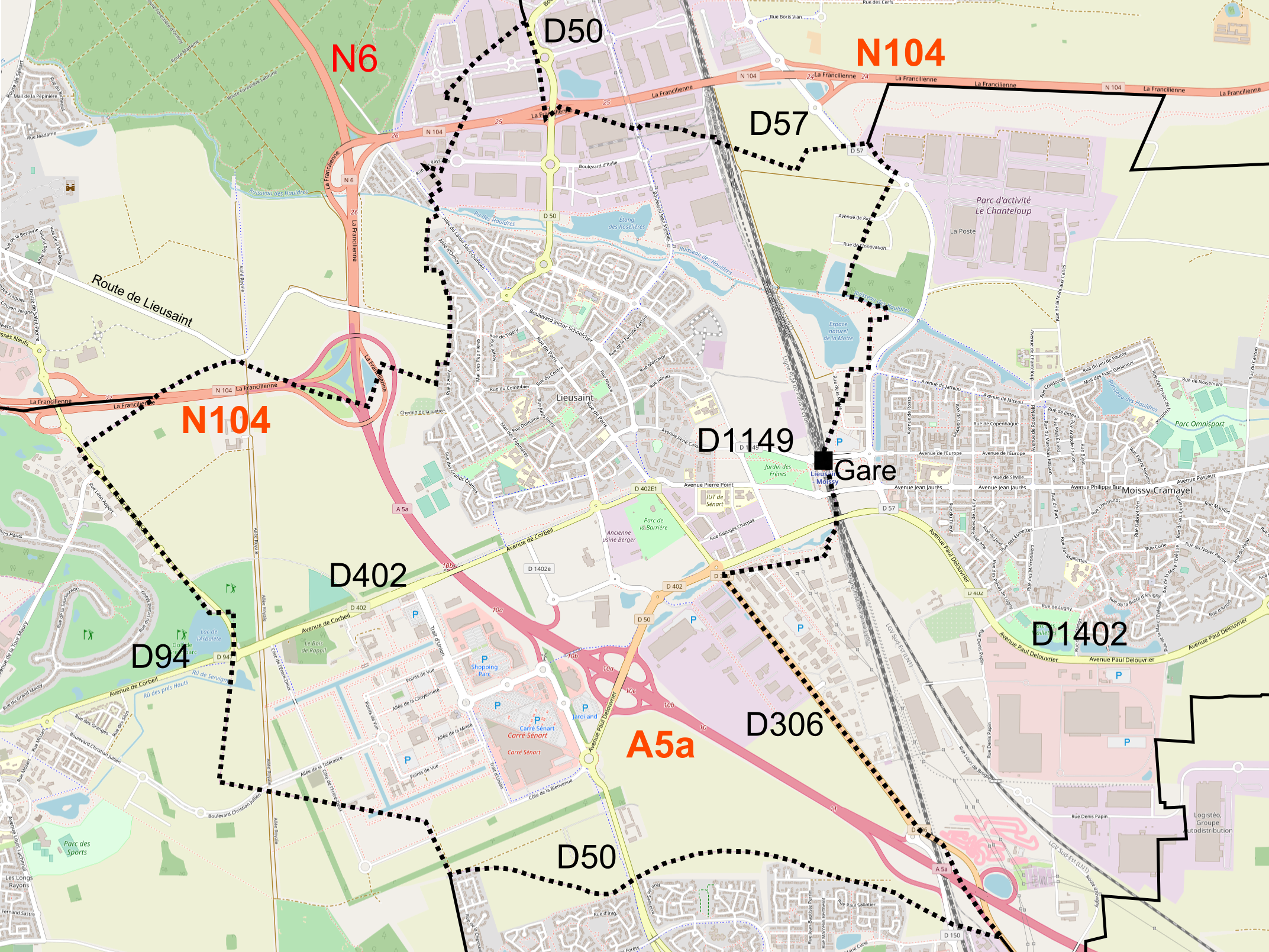
Carte du réseau routier et ferroviaire de la commune de Lieusaint.

Le territoire de la commune de Lieusaint est traversé du nord-ouest au sud-est par l'ancienne route nationale 6 (déclassée en route départementale D306 en Seine-et-Marne) et qui porte le nom de rue de Paris à Lieusaint.
La commune est aussi traversée du nord-ouest au sud-est par l'autoroute A5a, dont les sorties nos 10a, 10b et 10c permettent l'accès à la ville de Lieusaint elle-même (à l'est de l'autoroute) et à la zone d'activités de Carré Sénart (à l'ouest de l'autoroute). Elle est de même desservie par les sorties nos 25 et 27 de la Francilienne (la N104 entre l'autoroute A4 et l'autoroute A6) qui longe son territoire au nord et au nord-ouest.

Sélection de vues des accès autoroutiers à Lieusaint.
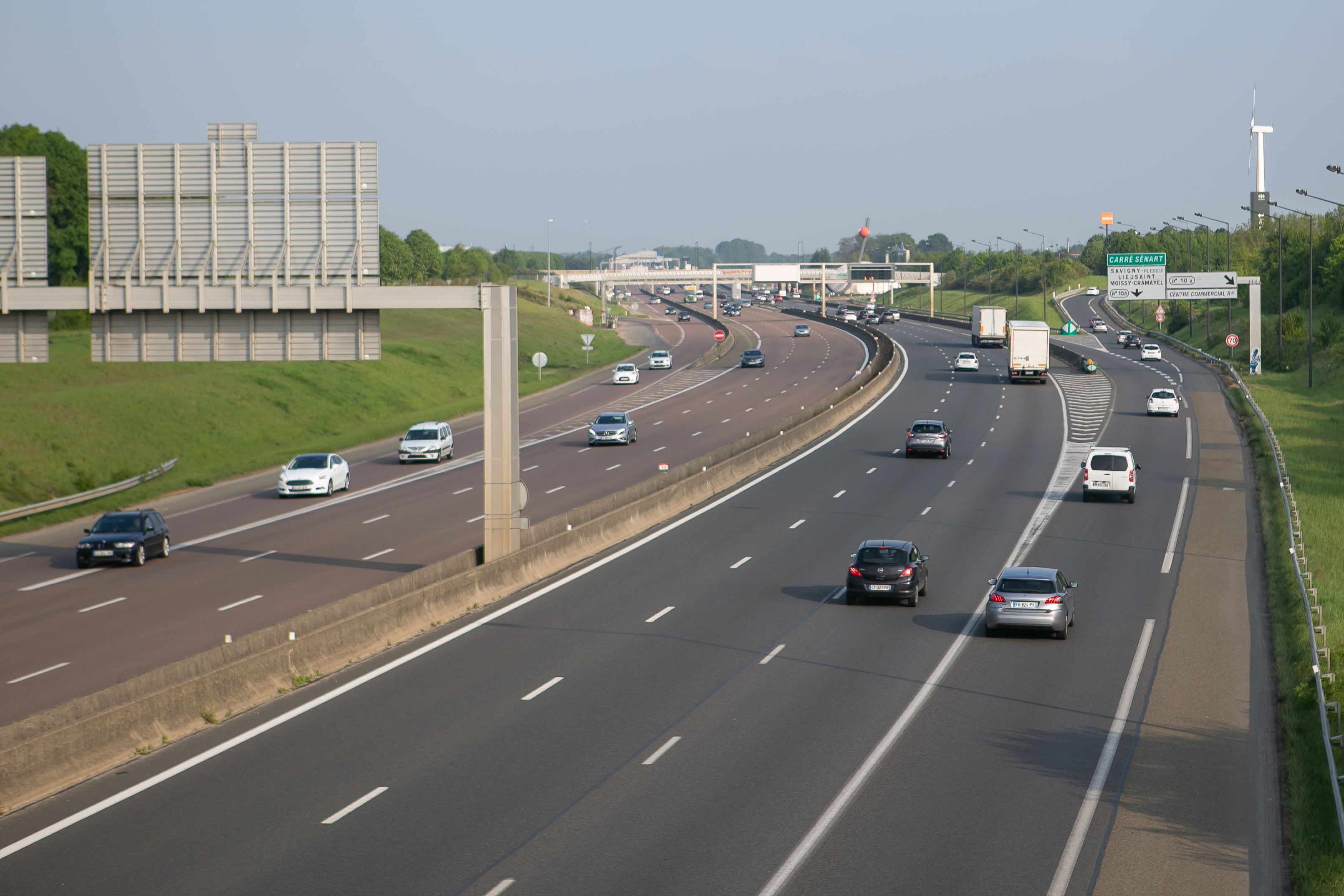
Vue de l'autoroute A5a et de la sortie 10a pour l'accès ouest de Lieusaint et Carré Sénart.
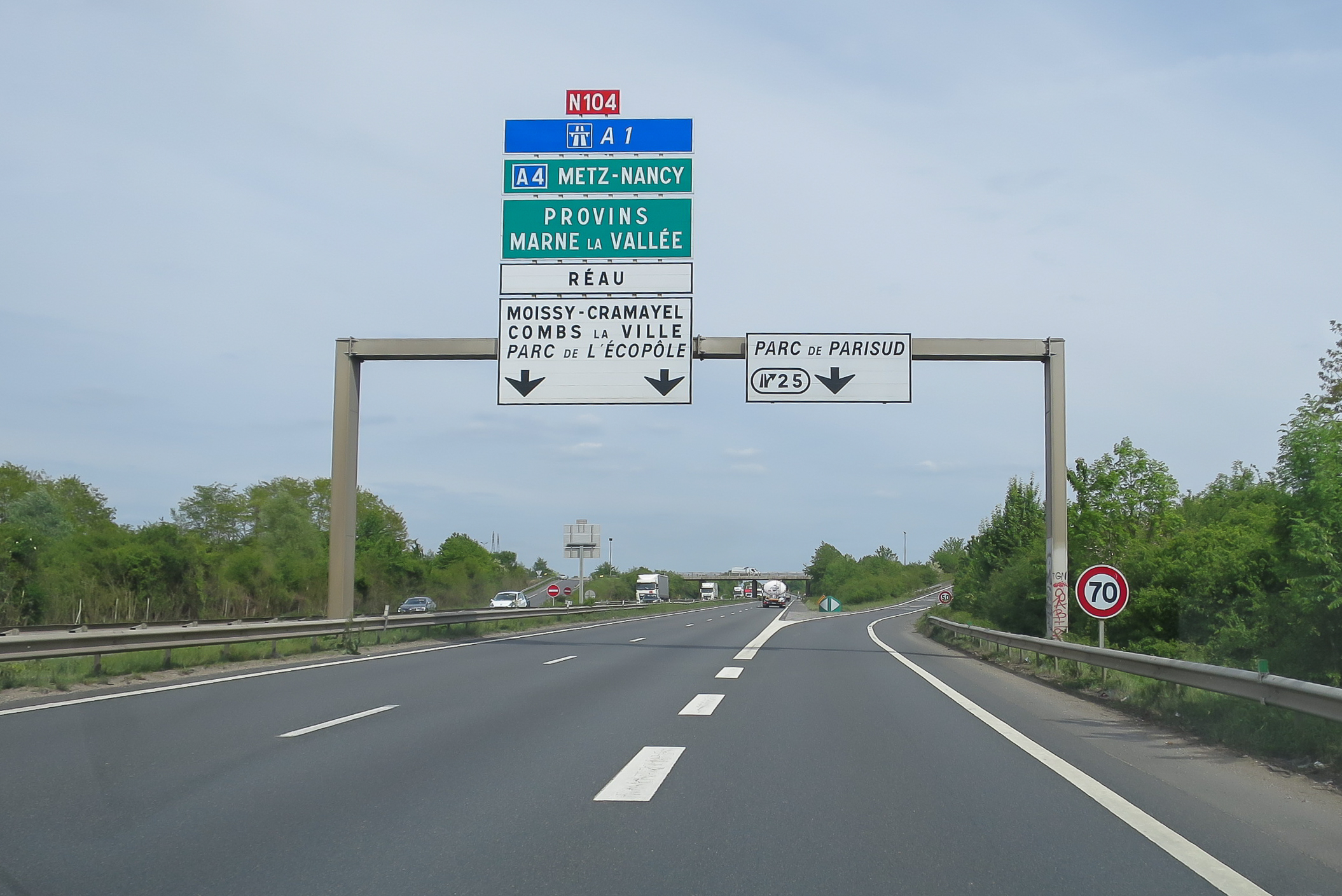
Sortie 25 de la N104 pour accéder au nord de Lieusaint.
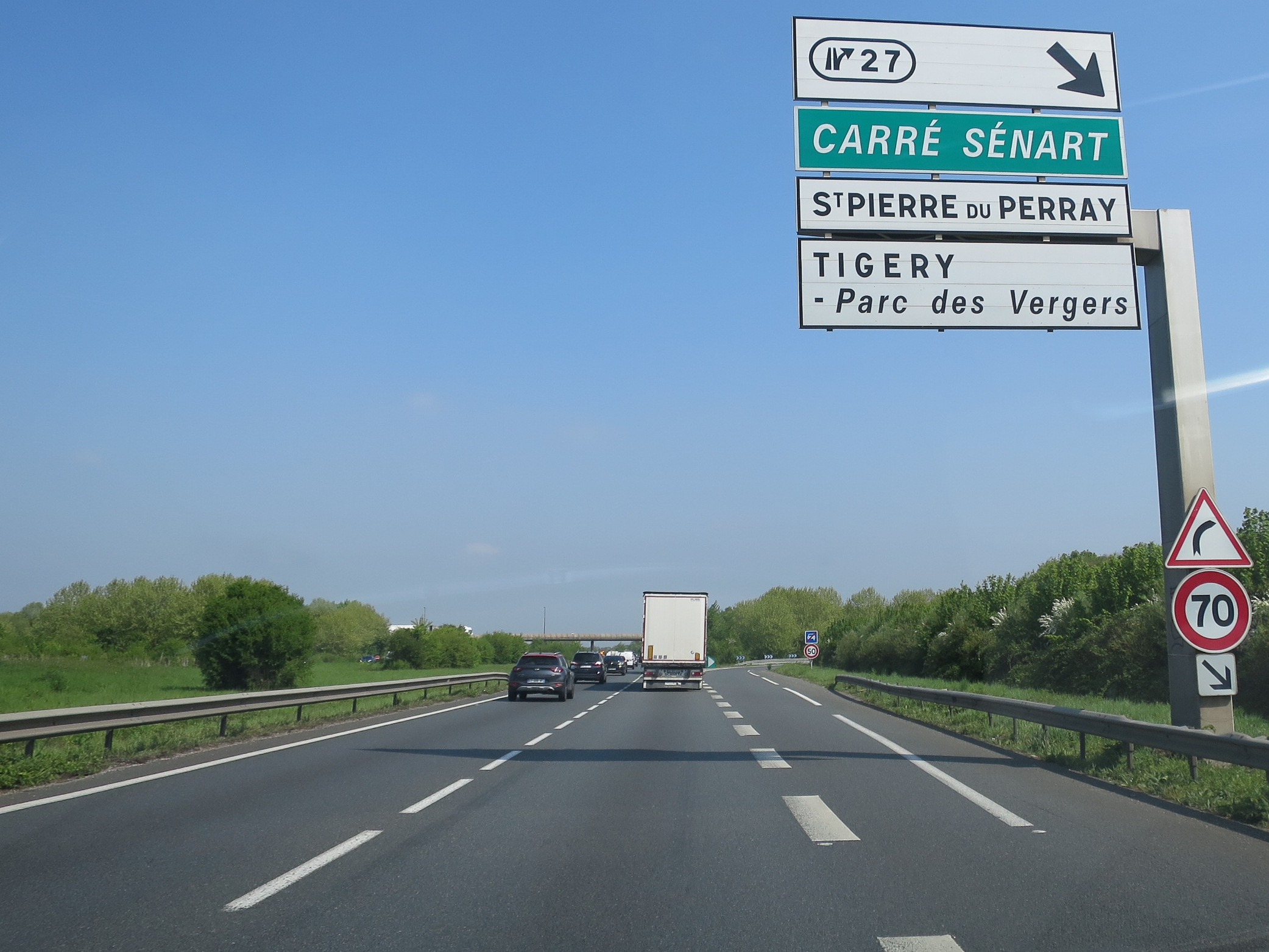
Sortie 27 de la N104 pour l'accès ouest de Lieusaint et Carré Sénart.

D'autres routes départementales relient Lieusaint aux communes voisines :
- Combs-la-Ville, au nord, par la D 50 (boulevard de L'Europe) ;
- Moissy-Cramayel, à l'est, par la D 1149 (avenue Réné-Cassin), la D 402 (avenue Paul-Delouvrier) et la D 2402 avenue Pierre-Point) ;
- Savigny-le-Temple, au sud, par la D 50 (avenue Paul-Delouvrier), la D 306 (avenue Henri-Poincaré) et la D 1150 (Les Hayettes) ;
- Saint-Pierre-du-Perray, à l'ouest, par la D 402 (Côte de la Communauté) ;
- Tigery, au nord-ouest, par la route de Tigery à Lieusaint (route de Lieusaint à Tigery).

Sélection de vues des accès routiers à Lieusaint.
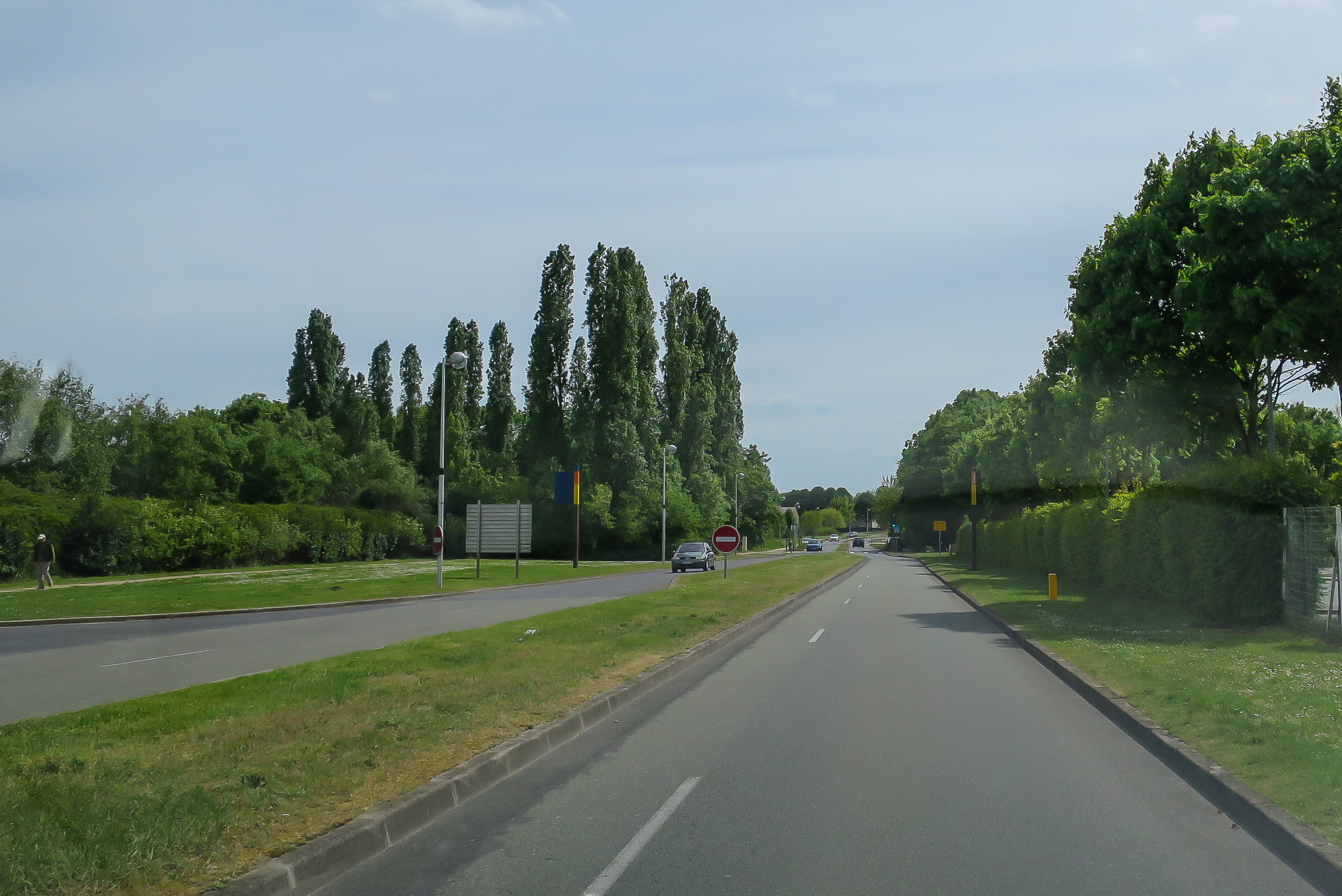
Boulevard de l'Europe (D50), accès nord à Lieusaint.
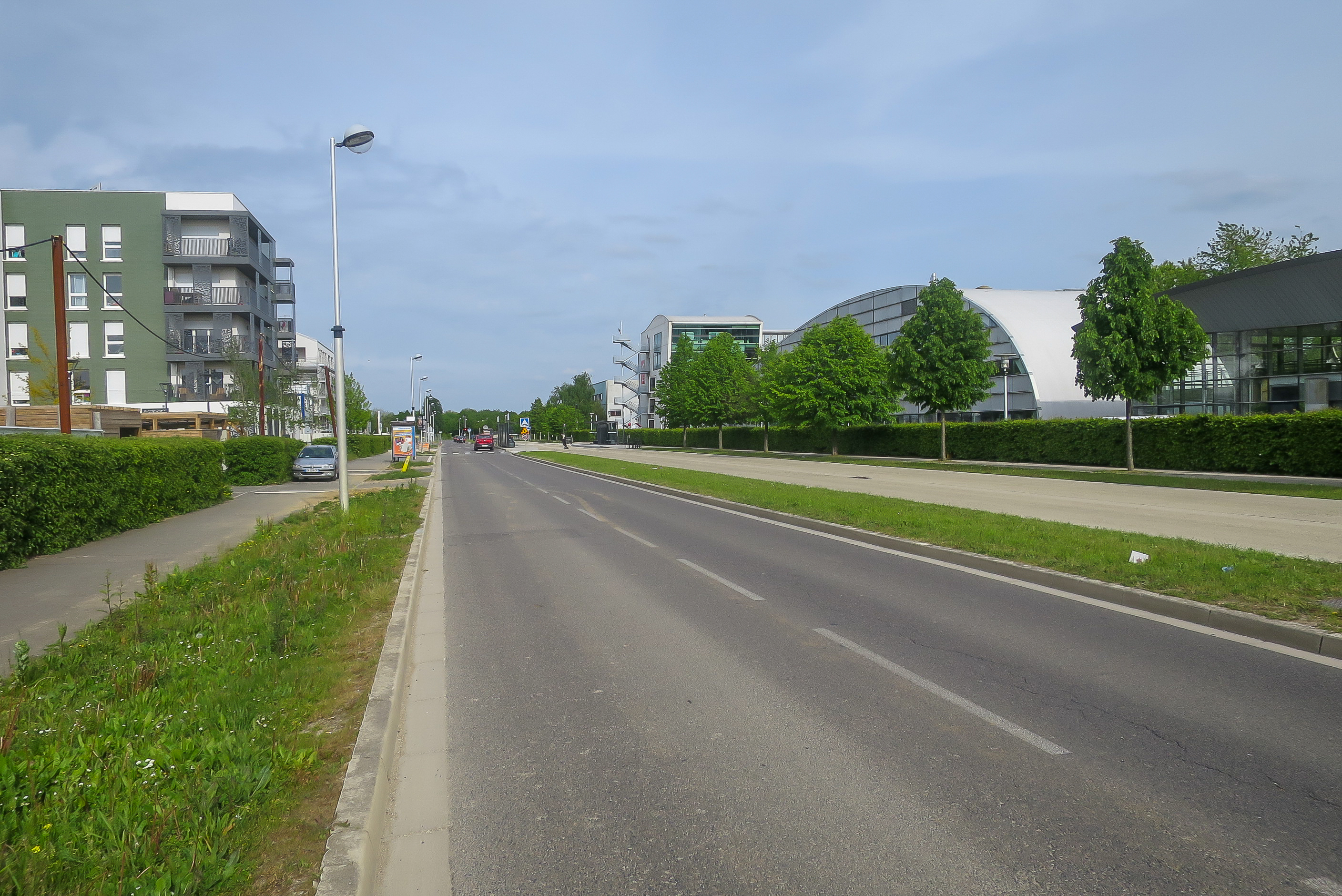
Avenue Pierre-Point (D2402), accès est à Lieusaint.
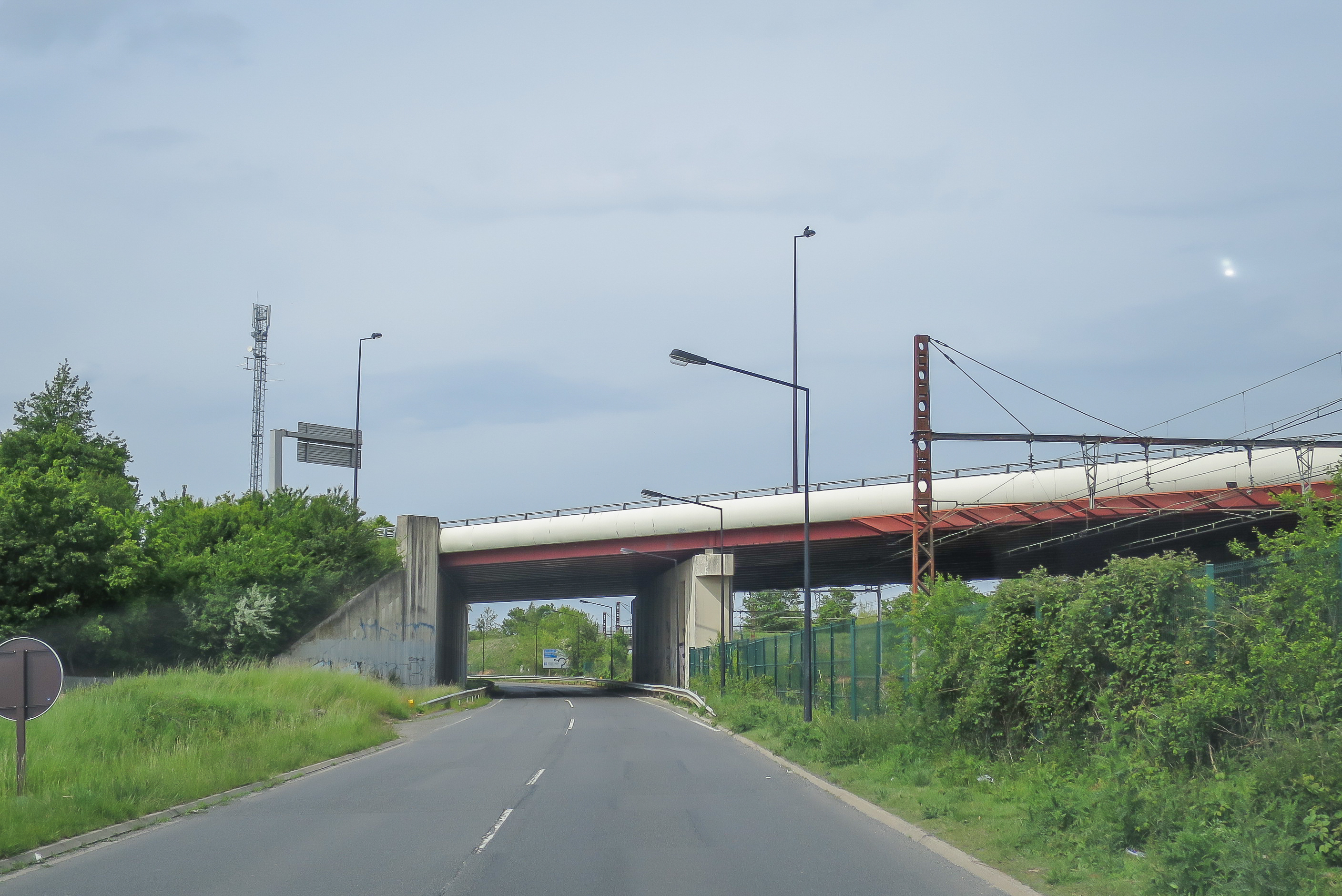
Route des Hayettes (D1150), accès sud à Lieusaint.
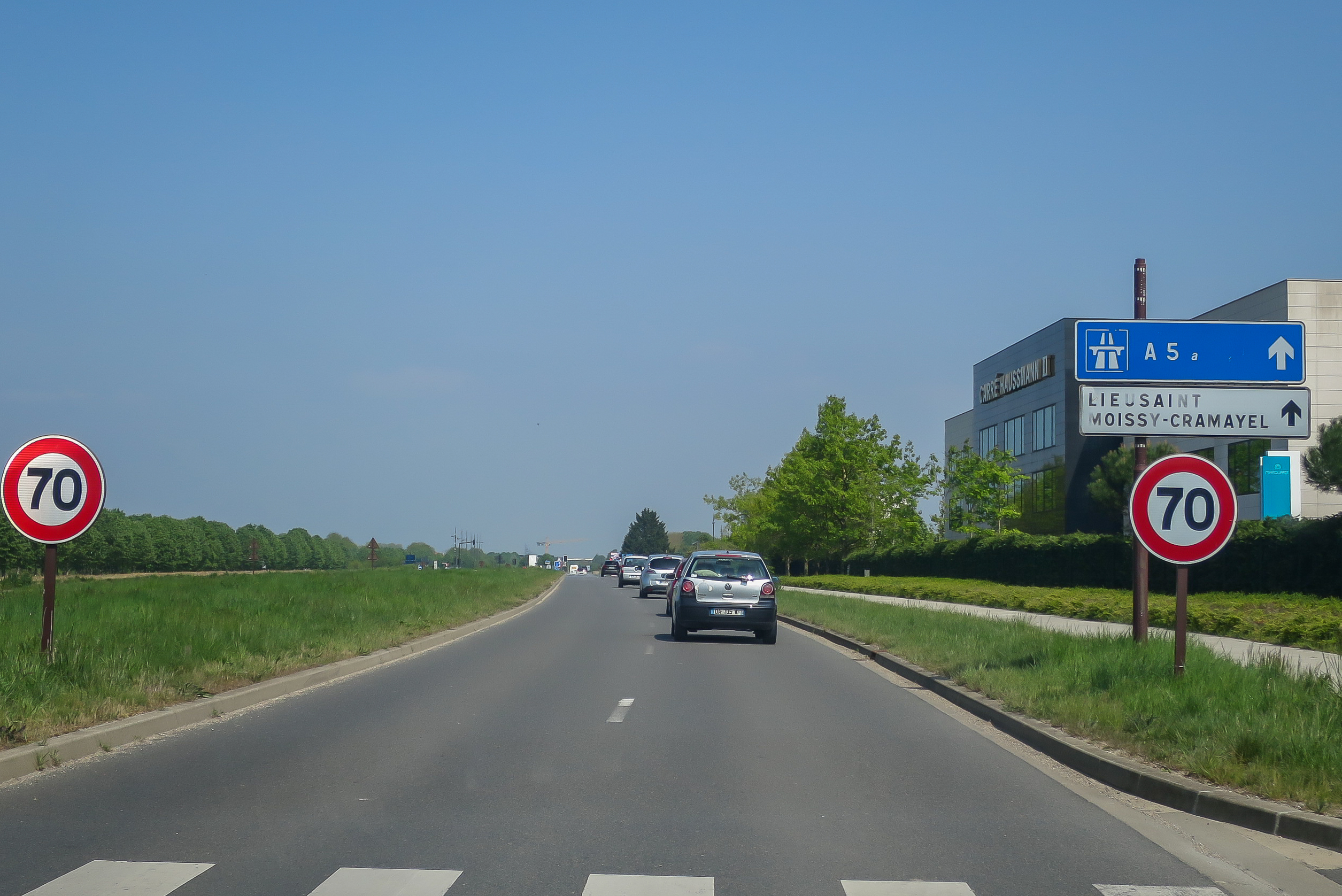
Côte de la Communauté (D402), accès ouest à Lieusaint.

#### Transports en commun

##### Transports ferroviaires

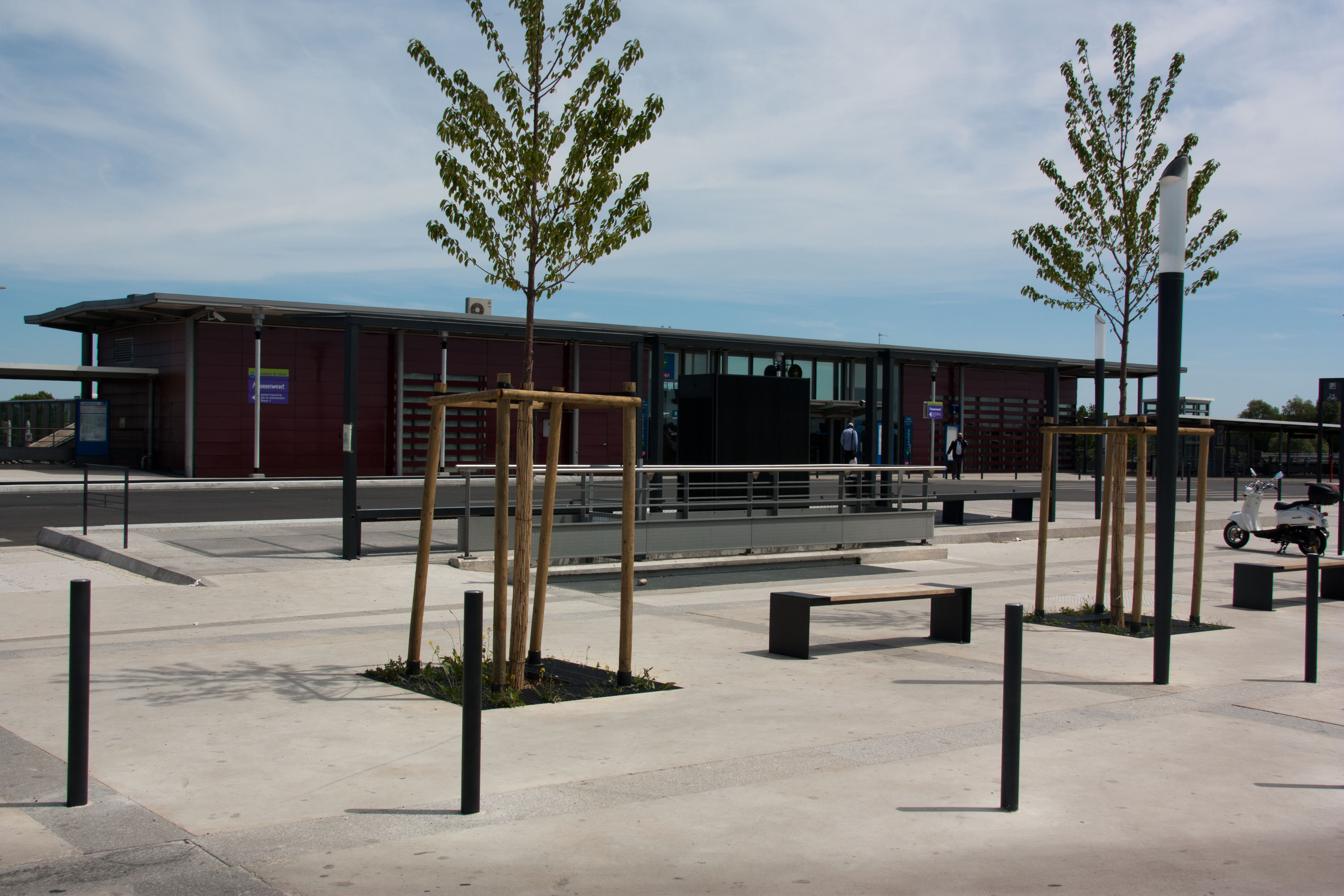
Le bâtiment voyageurs de la gare de Lieusaint-Moissy, côté Lieusaint.

Dans sa partie nord-est, le territoire de la commune est traversé par la ligne de Paris-Lyon à Marseille-Saint-Charles (ancienne « ligne impériale » de la compagnie des chemins de fer de Paris à Lyon et à la Méditerranée) sur laquelle est implantée la gare de Lieusaint - Moissy (à la limite du territoire de la commune de Moissy-Cramayel), et par la LGV Sud-Est.
La gare de Lieusaint - Moissy est desservie par les trains de la ligne D du RER d'Île-de-France. Avec un cadencement de huit trains par heure aux heures de pointe et de quatre trains par heure en milieu de journée, les trains de la ligne D permettent, au départ de Lieusaint, de relier Paris en 40 min environ et Melun en 15 min environ. Le matin, trois trains sans arrêt entre les gares de Lieusaint - Moissy et Paris-Gare-de-Lyon relient Lieusaint à Paris en 20 min.

##### Lignes de bus
Plusieurs lignes d’autobus  desservent la commune :
- les lignes 14, 16, 21, 22, 23, 24, 25, 26, 27, 31, 50, 51, 52, 53, 55, 61A, 61B, 62C et Citalien du réseau de bus de Sénart ;
- la ligne 1 du réseau de bus T Zen ;
- ainsi que la ligne N132 du réseau de bus Noctilien.

Sélection de photos de bus à Lieusaint.
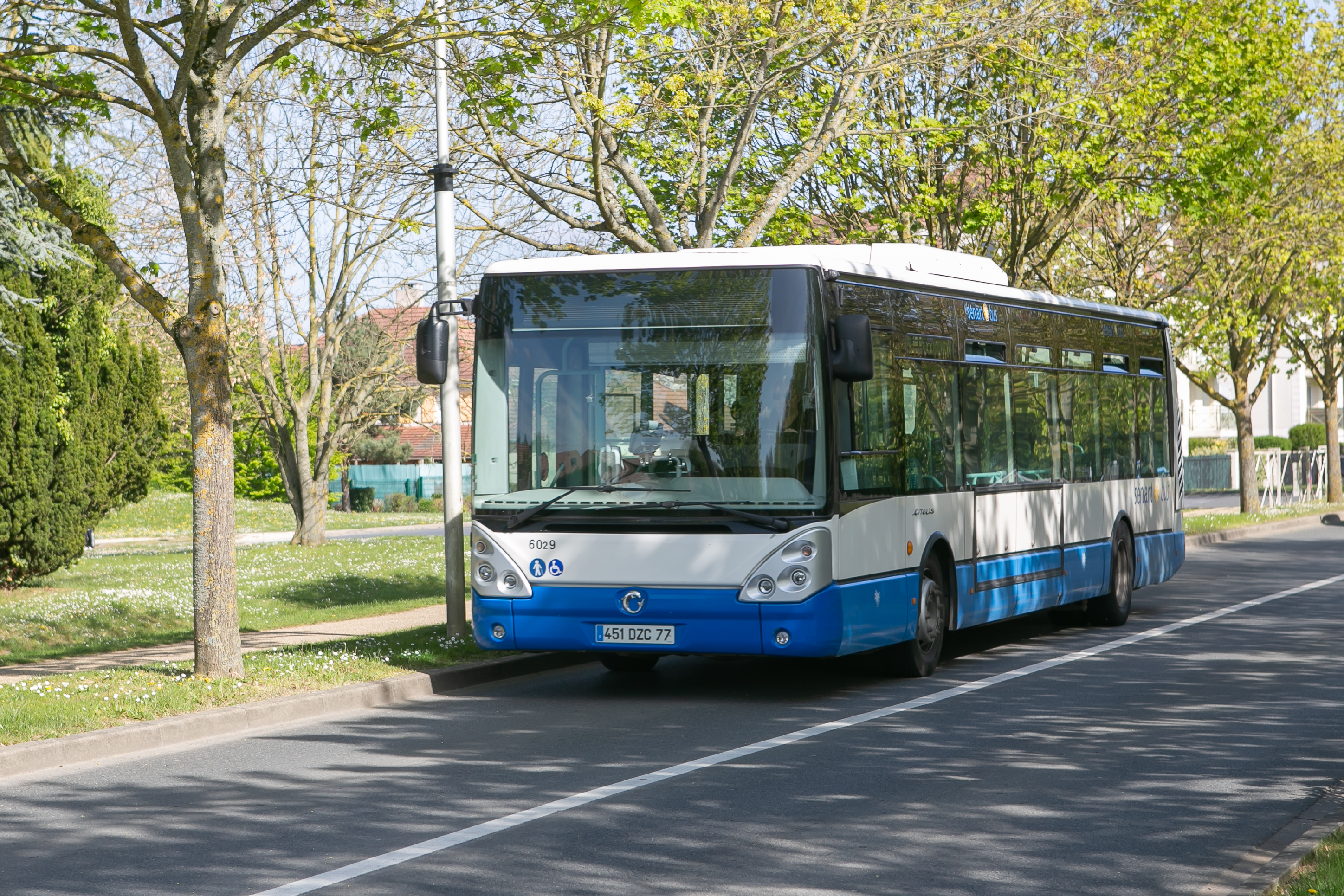
Un bus de la ligne 52 du réseau de bus de Sénart.
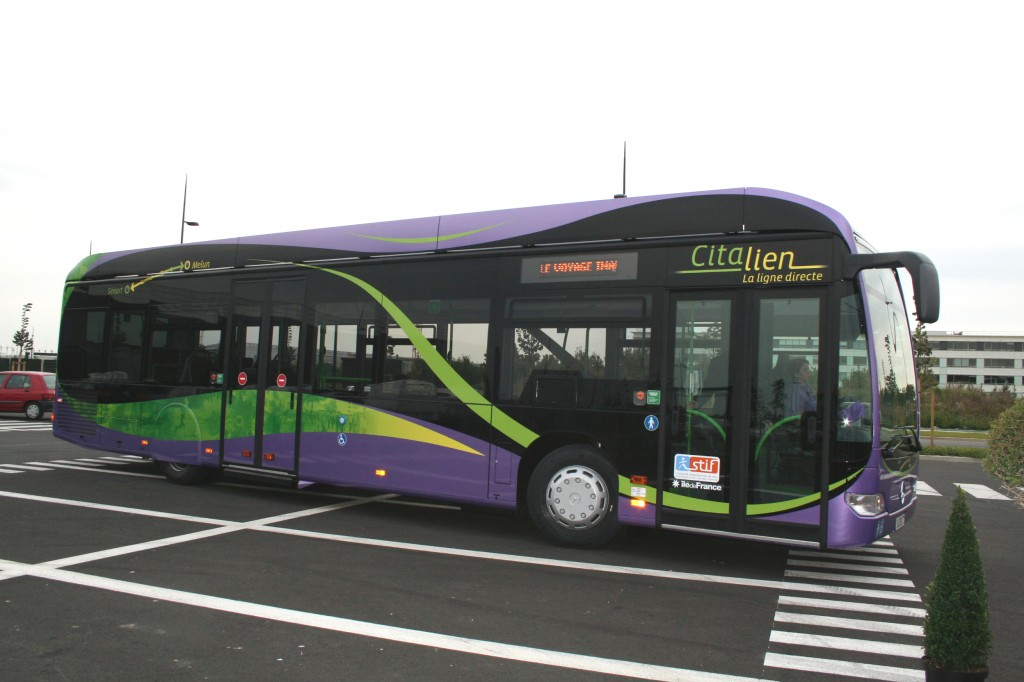
Un bus du réseau Citalien à la gare de Lieusaint - Moissy.
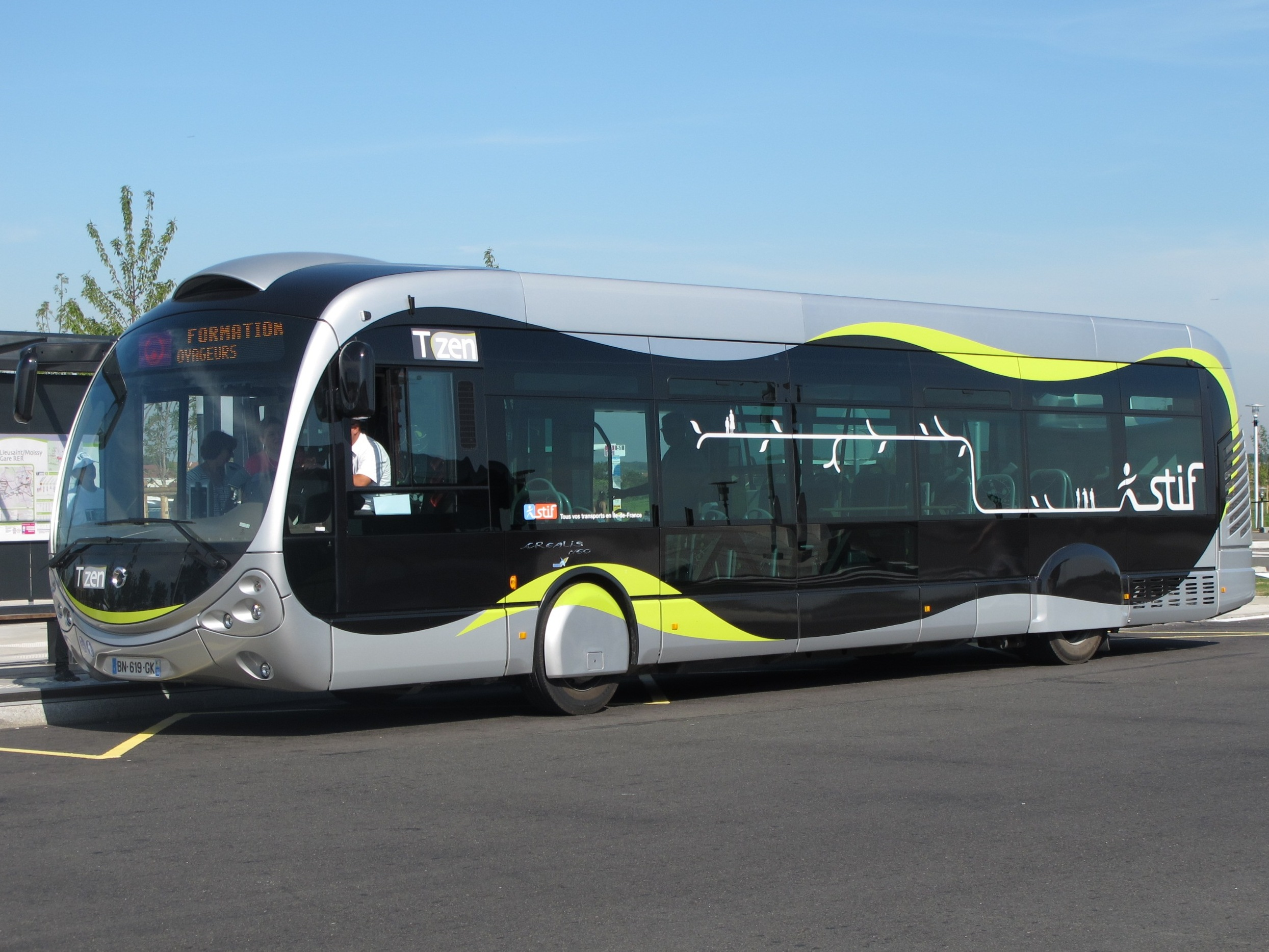
Un bus de la Ligne 1 du T Zen à la gare de Lieusaint - Moissy.

## Toponymie
Le lieu où se situe Lieusaint est mentionné dans un ouvrage sous l’appellation locus sanctus en 962, terme latin qui signifierait « lieu saint », en raison des cérémonies religieuses qui s'y déroulaient à l’époque gauloise.
Sur des pièces de monnaie datant de l'époque mérovingienne, le lieu est nommé loco sancto,,.
Dans différents ouvrages datant du début du XVIIIe siècle, Lieusaint est nommée « Lieur-Saint », .

## Histoire

### Moyen Âge
Des pièces de monnaie mérovingiennes ont été trouvées, indiquant l’existence d’un atelier monétaire sur le territoire.
Sous le règne de Charles V, la forêt de Sénart  est un lieu des chasses princières.

### Époque moderne

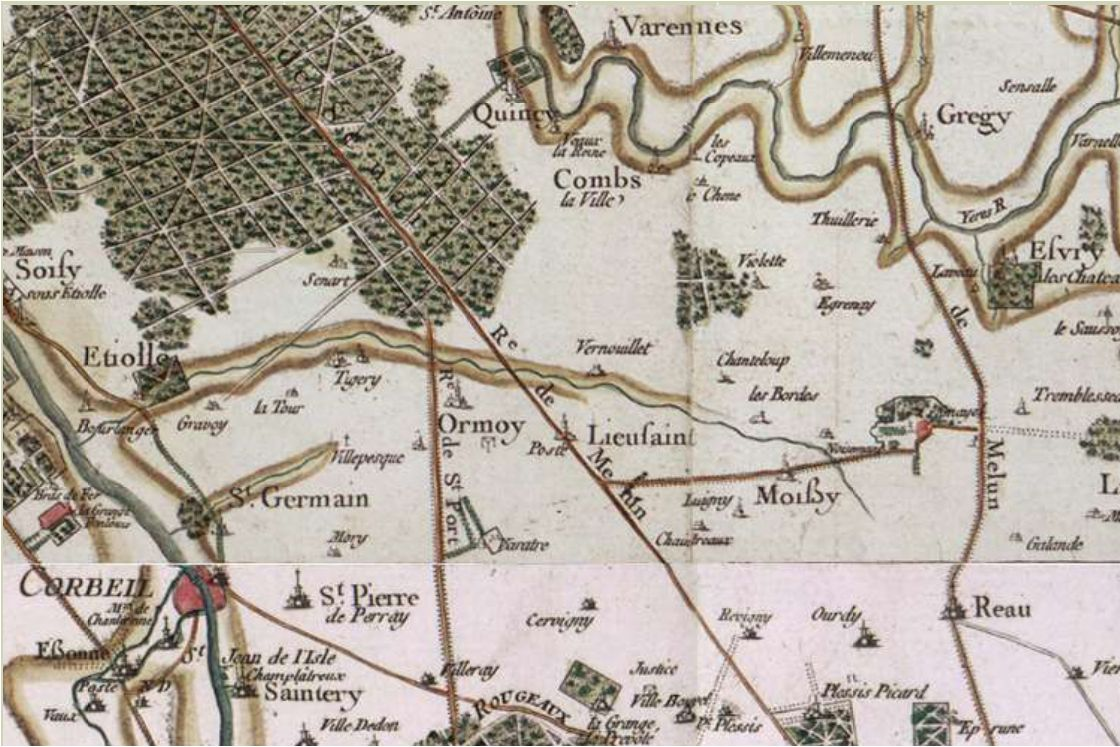
Carte de la région de Lieusaint au XVIIIe siècle par Cassini.

Sous l'Ancien régime, la paroisse de Lieusaint (orthographié « Lieur-Saint ») & Ville-Pecque relève du Parlement, de l'élection et de la généralité de Paris.
Le dénombrement de l'Élection de Paris en 1709 compte 40 feux dans la paroisse. Le dictionnaire universel du Royaume de 1726 indique que Lieusaint et Ville-Pecque ont une population de 245 habitants.

### Époque contemporaine

#### Révolution française et Empire

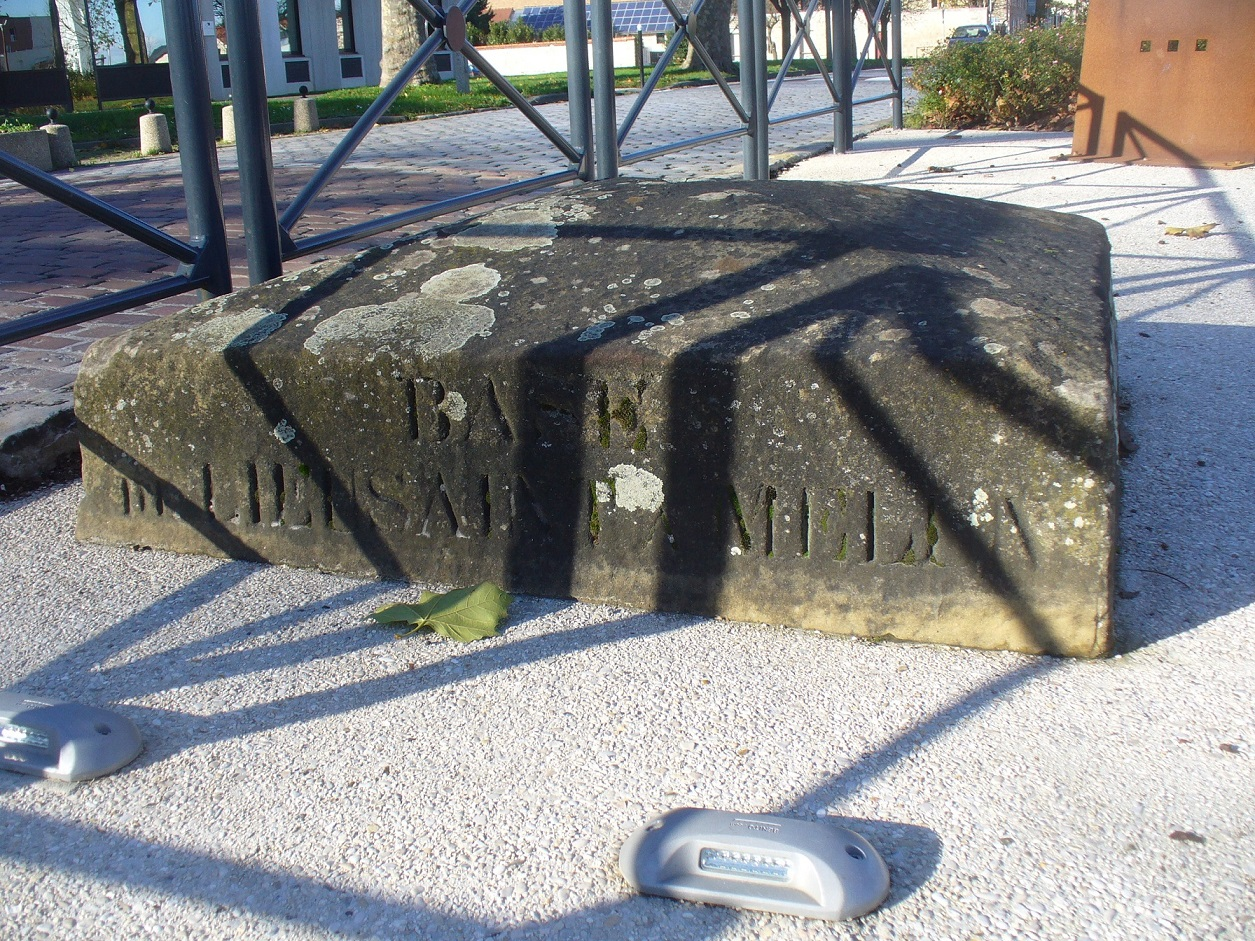
La borne terme boréal de Lieusaint.

Le décret du 26 mars 1791 de l'Assemblée constituante adopte la grandeur du quart du méridien terrestre pour base du nouveau système de mesures qui sera décimal. Les astronomes Jean-Baptiste Delambre et  Pierre Méchain sont chargés d'effectuer les opérations nécessaires pour déterminer cette base. À la fin du mois de juin 1792, ils commencent l'exécution des travaux de la mesure d'un arc de méridien par triangulation depuis Dunkerque jusqu'à Barcelone dans le but de fixer la valeur du mètre. Au sud de Paris, trois points géodésiques, matérialisés par des bornes (appelées bases de mesure), sont installées en trois endroits : Lieusaint, Melun et Champcueil afin de former les points d'un triangle. La base de mesure de Lieusaint est nommée terme boréal de Lieusaint et celle de Melun est nommée terme austral de Melun. Pour valider les mesures de Delambre et Méchain, deux tracés de référence de 6 000 toises du Pérou ont été choisis : le premier, au nord de la France, entre Lieusaint et Melun, et le deuxième au sud, entre Le Vernet et Salses dans les Pyrénées-Orientales. C'est la distance entre les deux bornes de Lieusaint et de Melun, d'une longueur de  6 075,90 toises (environ 11,842 km), mesurée très précisément en plaçant bout à bout à même le sol des règles graduées de deux toises de long, qui servira de base aux calculs de triangulation effectués par Delambre et à la définition du mètre,
.

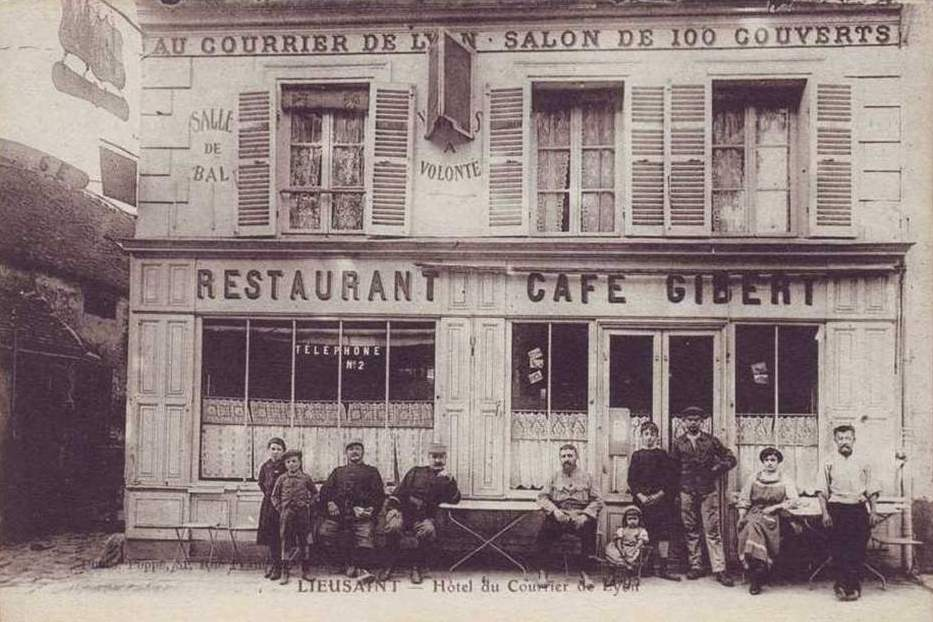
L'ancien relais de poste de Lieusaint, devenu le café-restaurant Gibert, au début du XXe siècle.

Le matin du 28 avril 1796, la malle-poste, allant de Paris à Lyon est découverte abandonnée et pillée entre Lieusaint et Melun. Le postillon et le courrier ont été assassinés. L’unique voyageur de la voiture a disparu. Le contenu de la malle-poste, 80 000 livres en monnaie et 7 millions de livres sous forme d'assignats, destinés à la solde des armées d'Italie, est volé. L’enquête  désignera  le  passager  comme l’un des coupables, ainsi que quatre cavaliers qui ont été vus au relais de poste de Lieusaint avant l’heure  de  l’attaque.

#### XIXesiècle

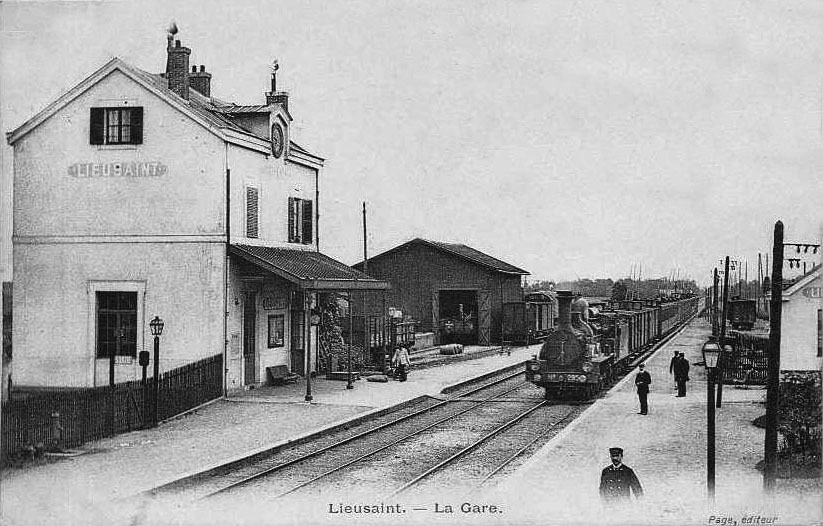
La gare de Lieusaint, au début du XXe siècle.

En 1849, la Compagnie du chemin de fer de Paris à Lyon met en service la ligne ferroviaire de Paris à Tonnerre. La construction de la gare de Lieusaint, sur le territoire de la commune, est une cause de conflit entre la compagnie ferroviaire et la commune voisine de Moissy-Cramayel qui proteste pour que la  gare soit nommée « Lieusaint - Moissy » et qu'une sortie côté Moissy soit créée. La gare a été entièrement reconstruite entre 2002 et 2005.
En 1866, le prix d'un aller Paris-Lieusaint coûtait 3,45 F en 1re classe, 2,60 F en 2e classe et 1,90 F en 3e classe.

#### XXesiècle
Lieusaint est une des communes qui ont constitué la ville nouvelle de Sénart, opération d'intérêt national (OIN) regroupant 10 communes, réparties sur deux départements. Le périmètre de la ville nouvelle a été arrêté fin 1969.

## Politique et administration

### Rattachements administratifs et électoraux
La commune se trouve  dans l'arrondissement de Melun du département de Seine-et-Marne. Pour l'élection des députés, elle fait partie depuis 2012 de la onzième circonscription de Seine-et-Marne.
Elle faisait partie de 1793 à 1991 du canton de Brie-Comte-Robert, année où elle intègre le canton de Combs-la-Ville. Dans le cadre du redécoupage cantonal de 2014 en France, ce canton, dont la commune est toujours membre, est modifié, passant de 4 à 5 communes.

### Intercommunalité

Localisation de Lieusaint dans la communauté d'agglomération Grand Paris Sud Seine-Essonne-Sénart.

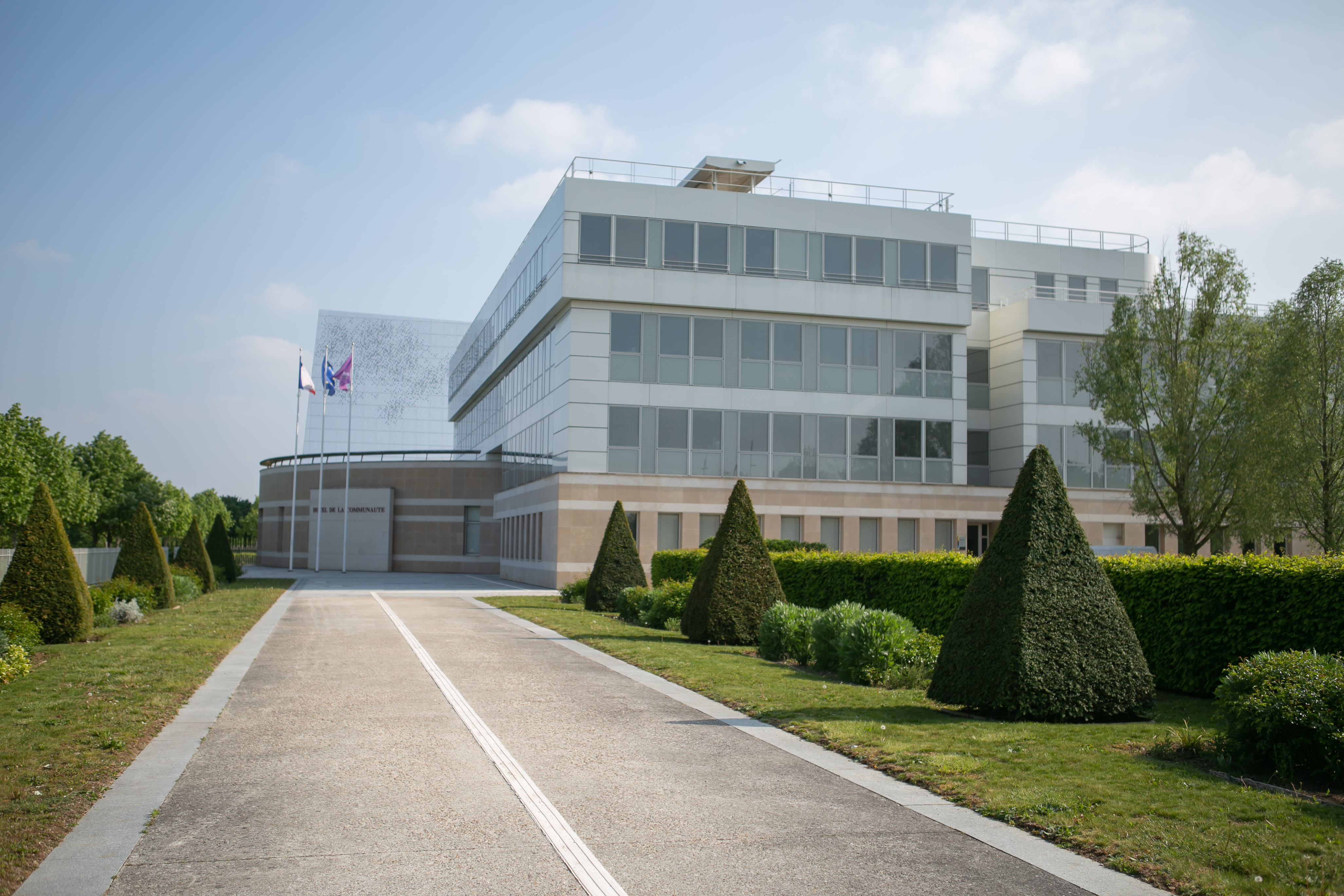
L'hôtel de la communauté d'agglomération Grand Paris Sud Seine-Essonne-Sénart à Lieusiant.

L'aménagement de la ville nouvelle a été réalisé par un établissement public d'aménagement et trois syndicats communautaires d'aménagement (SCA), dont Sénart-Villeneuve, qui regroupait quatre communes de Seine-et-Marne, dont Lieusaint.
En 1984, les trois SCA sont remplacés par deux syndicats d'agglomération nouvelle (SAN), dont le syndicat d'agglomération nouvelle Sénart-Ville Nouvelle, qui se transforme le 1er janvier 2015 en communauté d'agglomération, sous le nom de  communauté d'agglomération de Sénart, dont était membre Lieusaint.
Le 1er janvier 2016, la communauté d'agglomération de Sénart fusionne avec ses voisines (la communauté d’agglomération de Sénart en Essonne, la communauté d'agglomération Seine-Essonne et la communauté d'agglomération Évry Centre Essonne), pour former la communauté d'agglomération Grand Paris Sud Seine Essonne Sénart, dont est désormais membre Lieusaint. L'ancien hôtel de la communauté d'agglomération de Sénart devient le siège délibératif de la communauté d'agglomération Grand Paris Sud Seine Essonne Sénart ; le siège administratif étant situé à Évry-Courcouronnes, dans les locaux de l'ancienne communauté d'agglomération Évry Centre Essonne.

### Liste des maires
| Période                                  | Période                   | Identité               | Étiquette | Qualité |
| ---------------------------------------- | ------------------------- | ---------------------- | --------- | --- |
| Les données manquantes sont à compléter. |                           |                        |           | |
| 1944                                     | 1947                      | Georges Signolle       |           | |
| Les données manquantes sont à compléter. |                           |                        |           | |
| mai 1953                                 | mars 1959                 | Jean Viollet           |           | |
| mars 1959                                | mars 1965                 | Octave Léopold Lemaire |           | |
| mars 1965                                | mars 1977                 | Charles Franchy        |           | |
| mars 1977                                | juin 1995                 | Christiane Legras      | DVD       | Agricultrice |
| juin 1995                                | 1998                      | Christian Gutierrez    | PS        | Démissionnaire |
| mars 1998                                | En cours (au 28 mai 2020) | Michel Bisson          | PS        | Ingénieur RTE Président de la communauté d'agglomération de Sénart (2014 → 2015) Vice-président (2016 → 2019) puis président (2019 → ) de Grand Paris Sud Réélu pour le mandat 2020-2026 |

### Politique de développement durable
La commune a engagé une politique de développement durable en lançant une démarche d'Agenda 21 en 2008.

### Jumelages
Lieusaint a développé des associations de jumelage avec :
- Mederdra  (Mauritanie) depuis 1987 ;
- Blomberg (Allemagne) depuis 2009.

## Équipements et services

### Eau et assainissement
L’organisation de la distribution de l’eau potable, de la collecte et du traitement des eaux usées et pluviales relève des communes. La loi NOTRe de 2015 a accru le rôle des EPCI à fiscalité propre en leur transférant cette compétence. Ce transfert devait en principe être effectif au 1er janvier 2020, mais la loi Ferrand-Fesneau du 3 août 2018 a introduit la possibilité d’un report de ce transfert au 1er janvier 2026,.

#### Assainissement des eaux usées
En 2020, la commune de Lieusaint gère le service d’assainissement collectif (collecte et ) en régie directe, c’est-à-dire avec ses propres personnels.
L’assainissement non collectif (ANC) désigne les installations individuelles de traitement des eaux domestiques qui ne sont pas desservies par un réseau public de collecte des eaux usées et qui doivent en conséquence traiter elles-mêmes leurs eaux usées avant de les rejeter dans le milieu naturel. Le Syndicat mixte d'assainissement du Nord-Est  (SIANE) assure pour le compte de la commune le service public d'assainissement non collectif (SPANC), qui a pour mission de vérifier la bonne exécution des travaux de réalisation et de réhabilitation, ainsi que le bon fonctionnement et l’entretien des installations,.

#### Eau potable
En 2020, l'alimentation en eau potable est assurée par la Communauté d'agglomération Grand Paris Sud Seine Essonne Sénart qui en a délégué la gestion à une entreprise privée, dont le contrat expire le 31 décembre 2021,.

## Population et société

### Démographie
L'évolution du nombre d'habitants est connue à travers les recensements de la population effectués dans la commune depuis 1793. Pour les communes de plus de 10 000 habitants les recensements ont lieu chaque année à la suite d'une enquête par sondage auprès d'un échantillon d'adresses représentant 8 % de leurs logements, contrairement aux autres communes qui ont un recensement réel tous les cinq ans,.

En 2022, la commune comptait 14 096 habitants, en évolution de +5,49 % par rapport à 2016 (Seine-et-Marne : +3,92 %, France hors Mayotte : +2,11 %).
| 1793 | 1800 | 1806 | 1821 | 1831 | 1836 | 1841 | 1846 | 1851 |
| ---- | ---- | ---- | ---- | ---- | ---- | ---- | ---- | ---- |
| 500  | 459  | 489  | 509  | 583  | 579  | 588  | 583  | 608  |

| 1856 | 1861 | 1866 | 1872 | 1876 | 1881 | 1886 | 1891 | 1896 |
| ---- | ---- | ---- | ---- | ---- | ---- | ---- | ---- | ---- |
| 628  | 651  | 679  | 623  | 686  | 688  | 634  | 661  | 635  |

| 1901 | 1906 | 1911 | 1921 | 1926 | 1931 | 1936 | 1946 | 1954 |
| ---- | ---- | ---- | ---- | ---- | ---- | ---- | ---- | ---- |
| 613  | 670  | 661  | 726  | 838  | 808  | 761  | 637  | 717  |

| 1962 | 1968 | 1975 | 1982 | 1990  | 1999  | 2006  | 2011   | 2016   |
| ---- | ---- | ---- | ---- | ----- | ----- | ----- | ------ | ------ |
| 720  | 800  | 657  | 510  | 5 200 | 6 365 | 9 355 | 10 441 | 13 363 |

| 2021   | 2022   | - | - | - | - | - | - | - |
| ------ | ------ | - | - | - | - | - | - | - |
| 13 808 | 14 096 | - | - | - | - | - | - | - |

### Enseignement
Lieusaint est située dans l'académie de Créteil. Elle administre dix écoles communales, dont cinq écoles maternelles et cinq écoles élémentaires réparties dans les cinq groupes scolaires de la commune : l'école la Chasse, l'école l'Eau Vive, l'école Jules Ferry, l'école Antoine Laurent de Lavoisier et l'école le Petit Prince,
.

Sélection de vues des écoles primaires de Lieusaint.
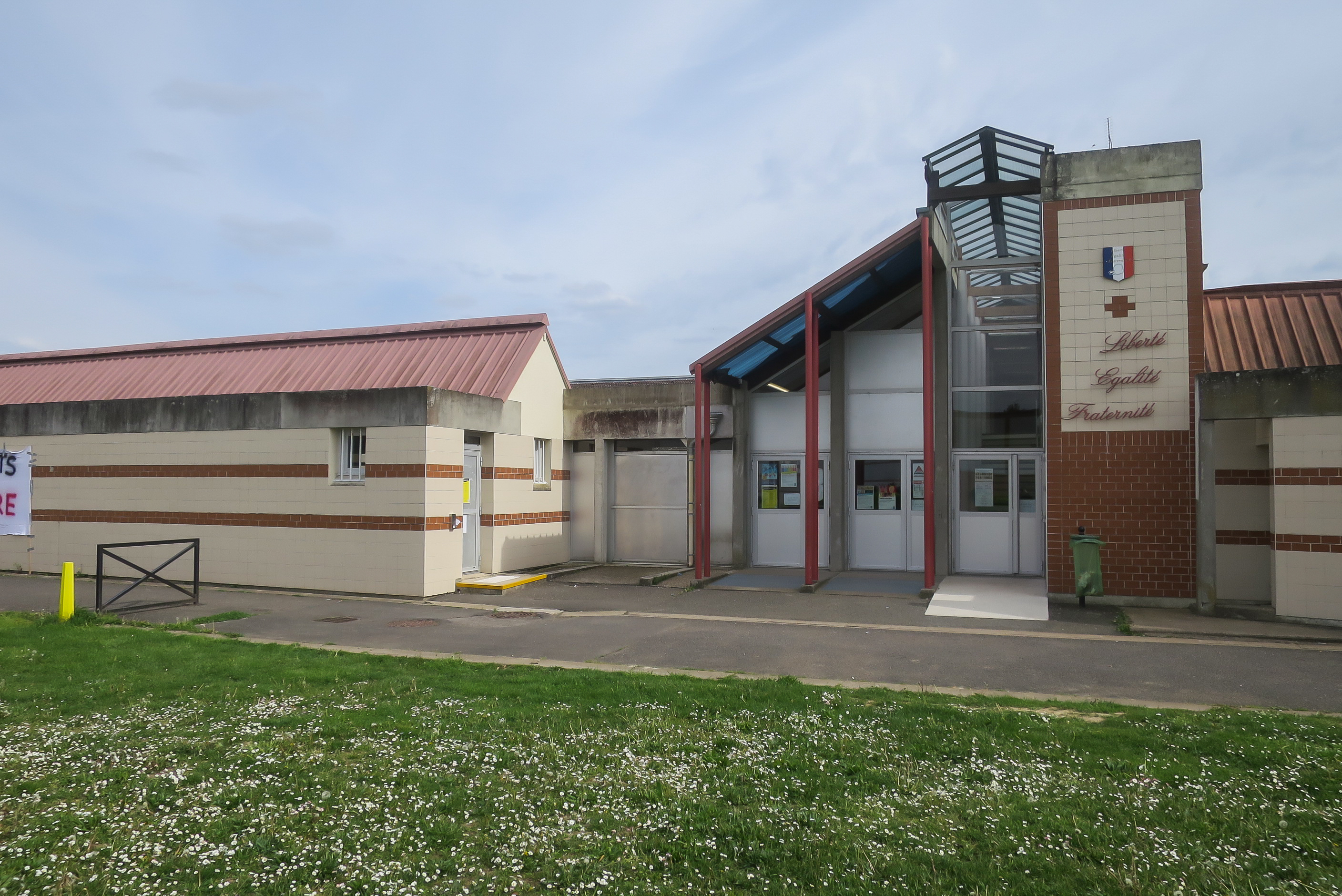
L'école de la Chasse.
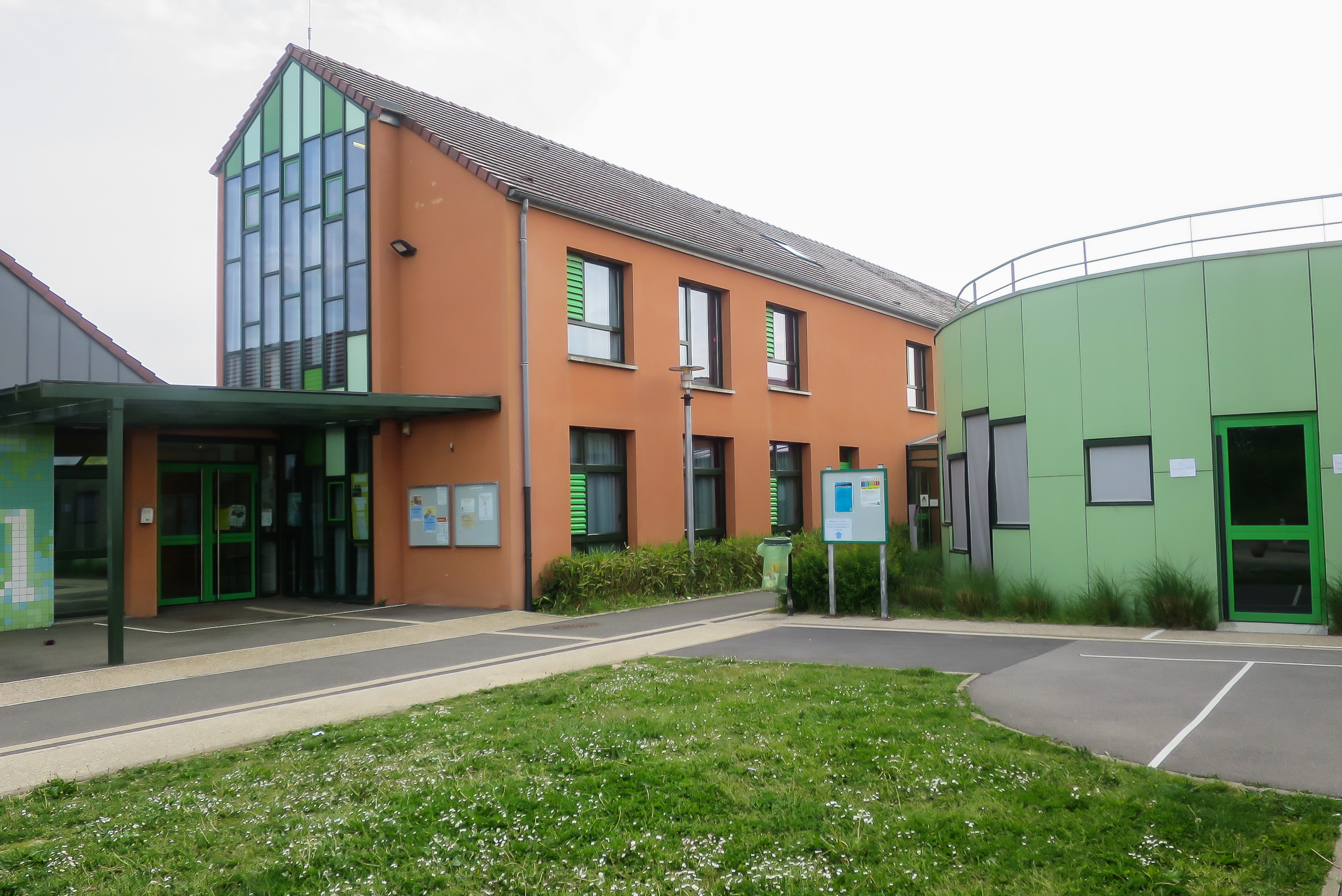
L'ecole de l'Eau Vive.
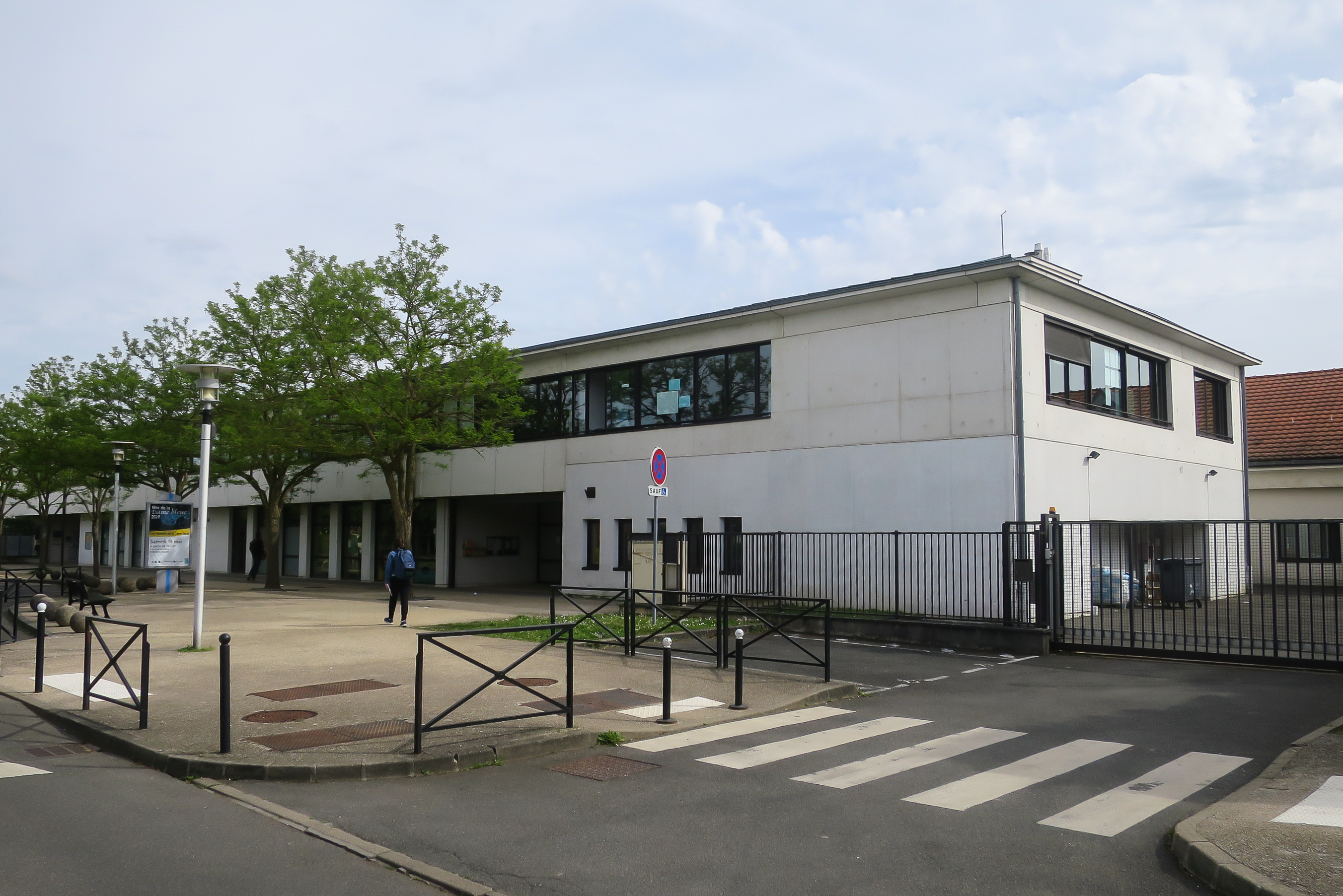
L'école le Petit-Prince.

Le département gère deux collèges situés sur le territoire de la commune : le collège de la Pyramide et le collège Saint-Louis
,.
Les lycéens ont accès au lycées intercommunaux des villes voisines : le lycée de la Mare Carrée de Moissy-Cramayel, le lycée de Gallilée de  Combs-la-ville et le lycée polyvalent Pierre Mendès de Savigny-le-Temple.
Deux établissements d'études supérieures sont installés à Lieusaint : l'Institut universitaire de technologie (IUT) de Sénart et l'Institut catholique d'arts et métiers (Icam, site de Grand Paris Sud),.

Sélection de vues des établissements secondaires et supérieurs de Lieusaint.
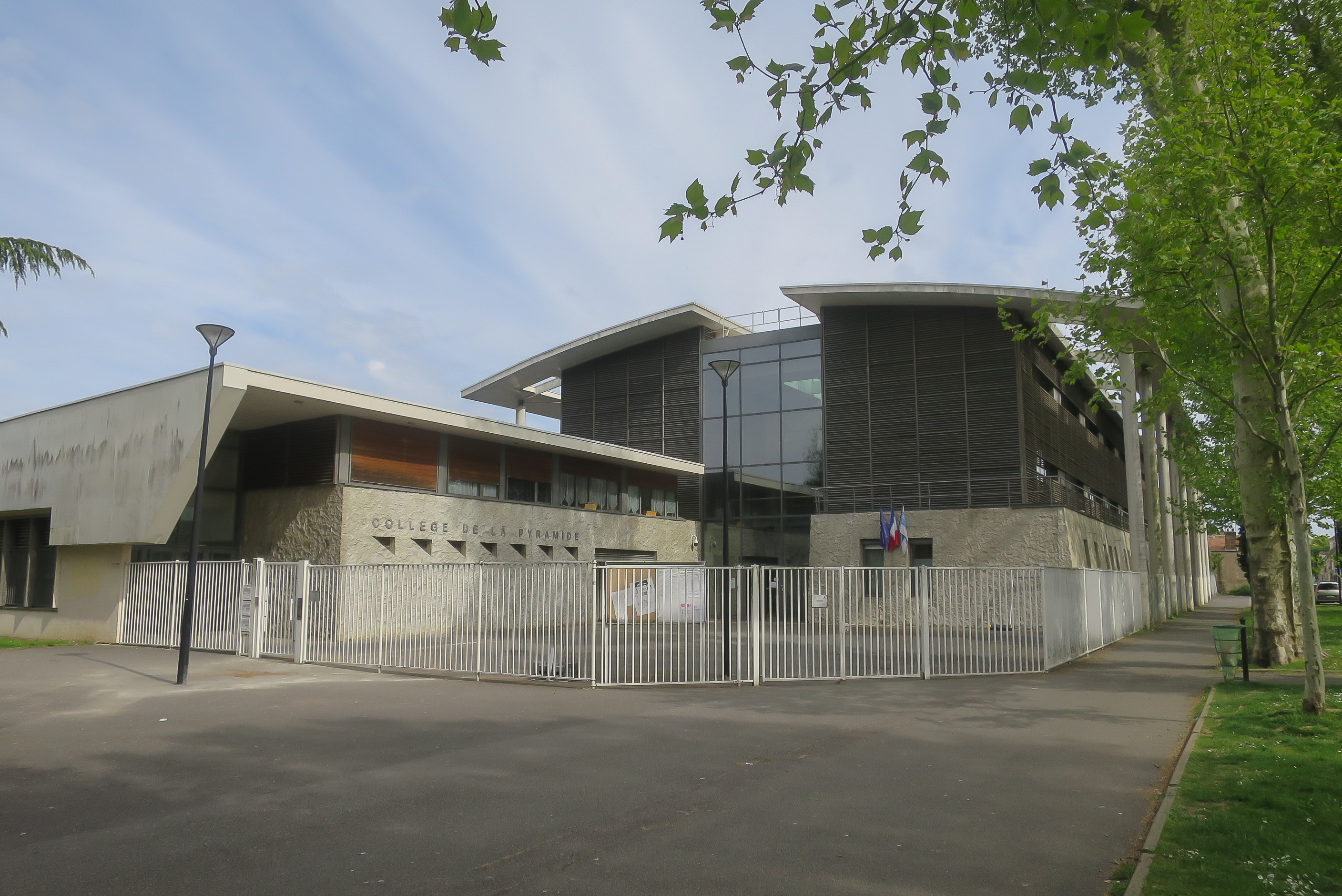
Le collège de la Pyramide.
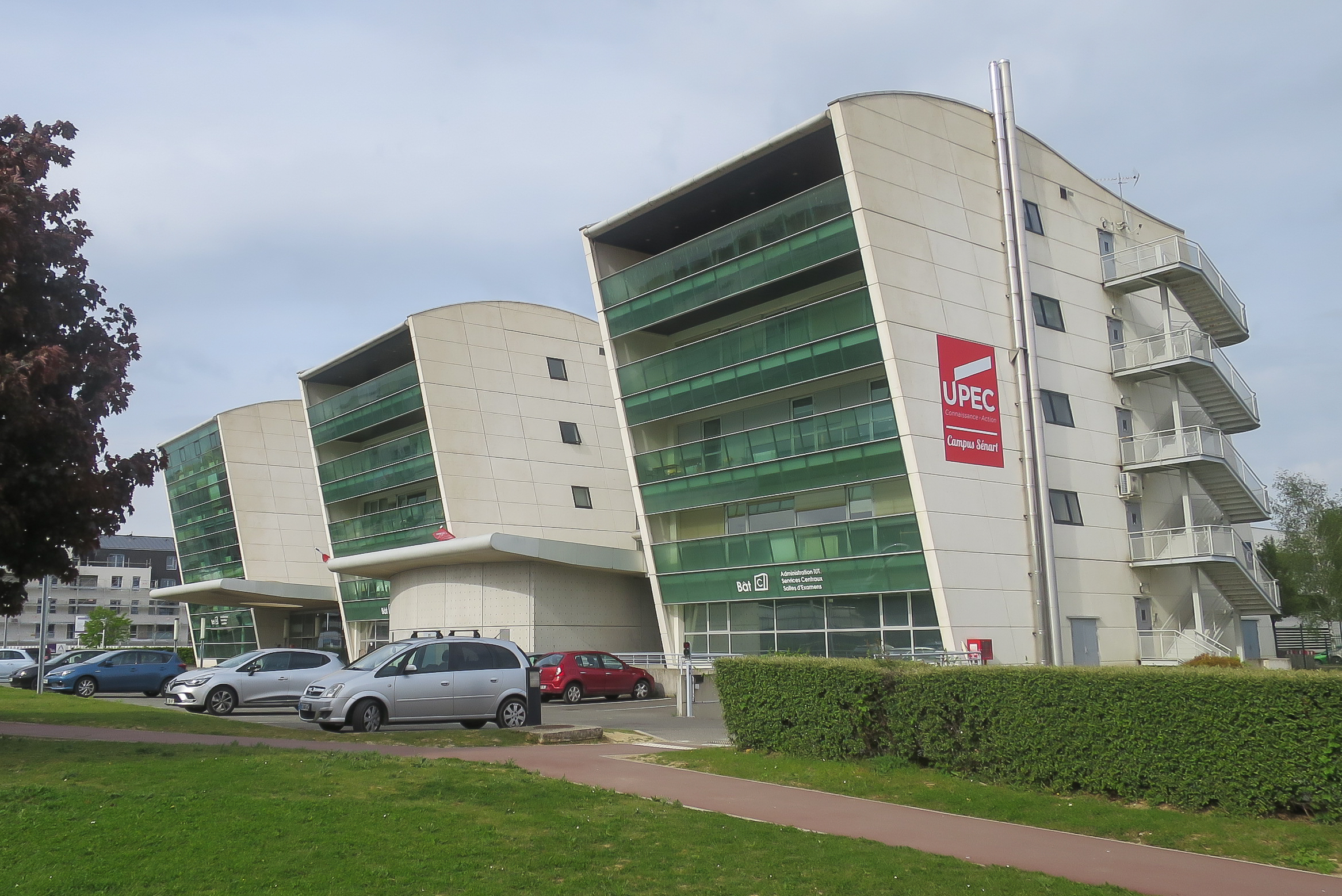
L'IUT de Lieusaint.
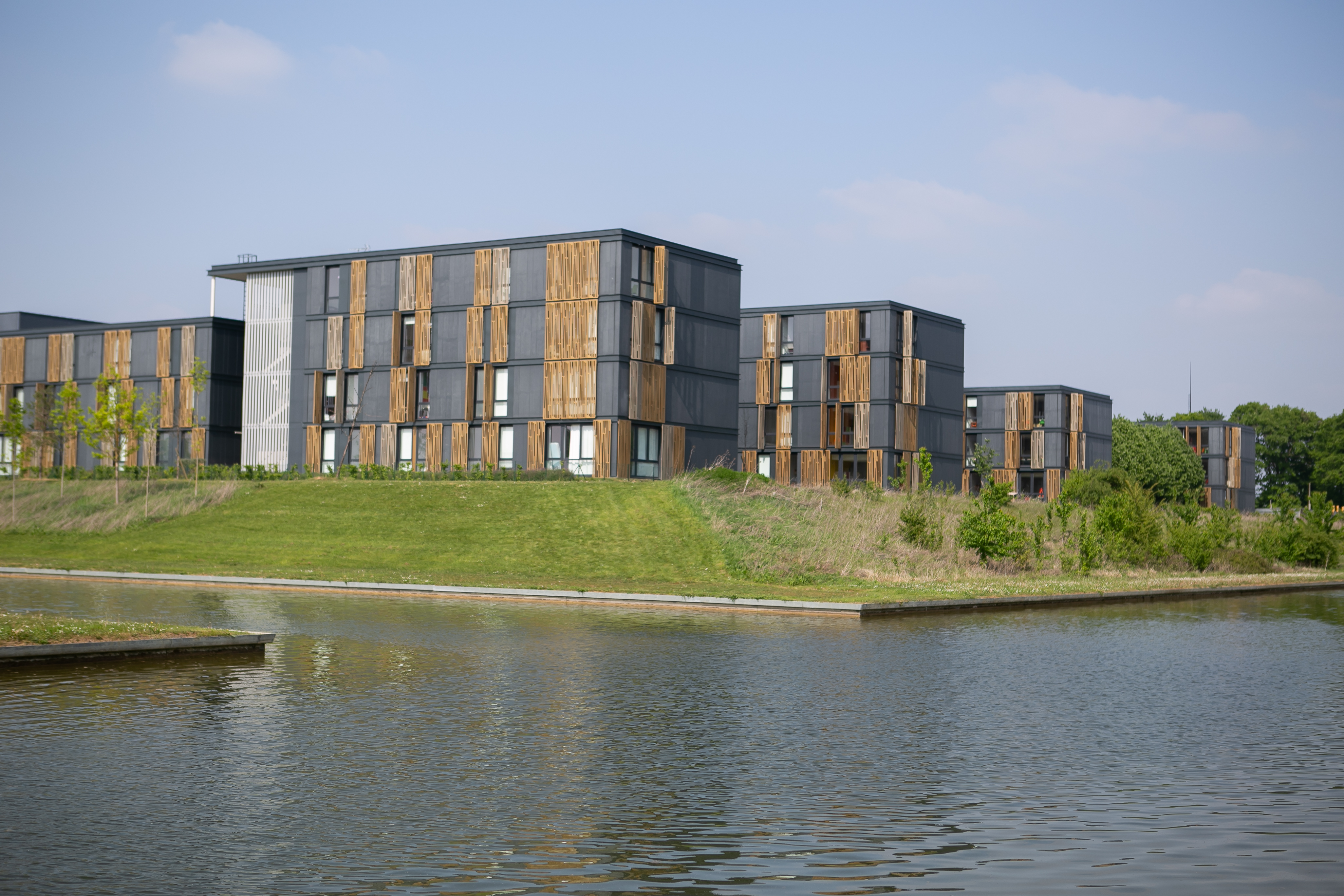
L'Icam.

### Culture
La commune de Lieusaint dispose de plusieurs centres culturels et artistiques sur son territoire :
- la maison des cultures et des arts de Lieusaint, centre culturel réalisé de 2010 à 2012 par le SAN de Sénart dans l'ancienne Grande Ferme, rue de Paris - l'ancienne grange a été aménagée en médiathèque et l'ex-maison de maître a été transformée en maison des cultures et des arts - qui dispose de deux salles d'exposition et trois pour les arts plastiques[67] ;
- le centre culturel la Marge, qui héberge la Compagnie du Théâtre de la Mezzanine dirigée par Denis Chabroullet, et qui propose des ateliers et des spectacles[réf. nécessaire] ;
- Le théâtre de Sénart, situé allée de la Mixité, dans la zone d'activité de Carré Sénart.

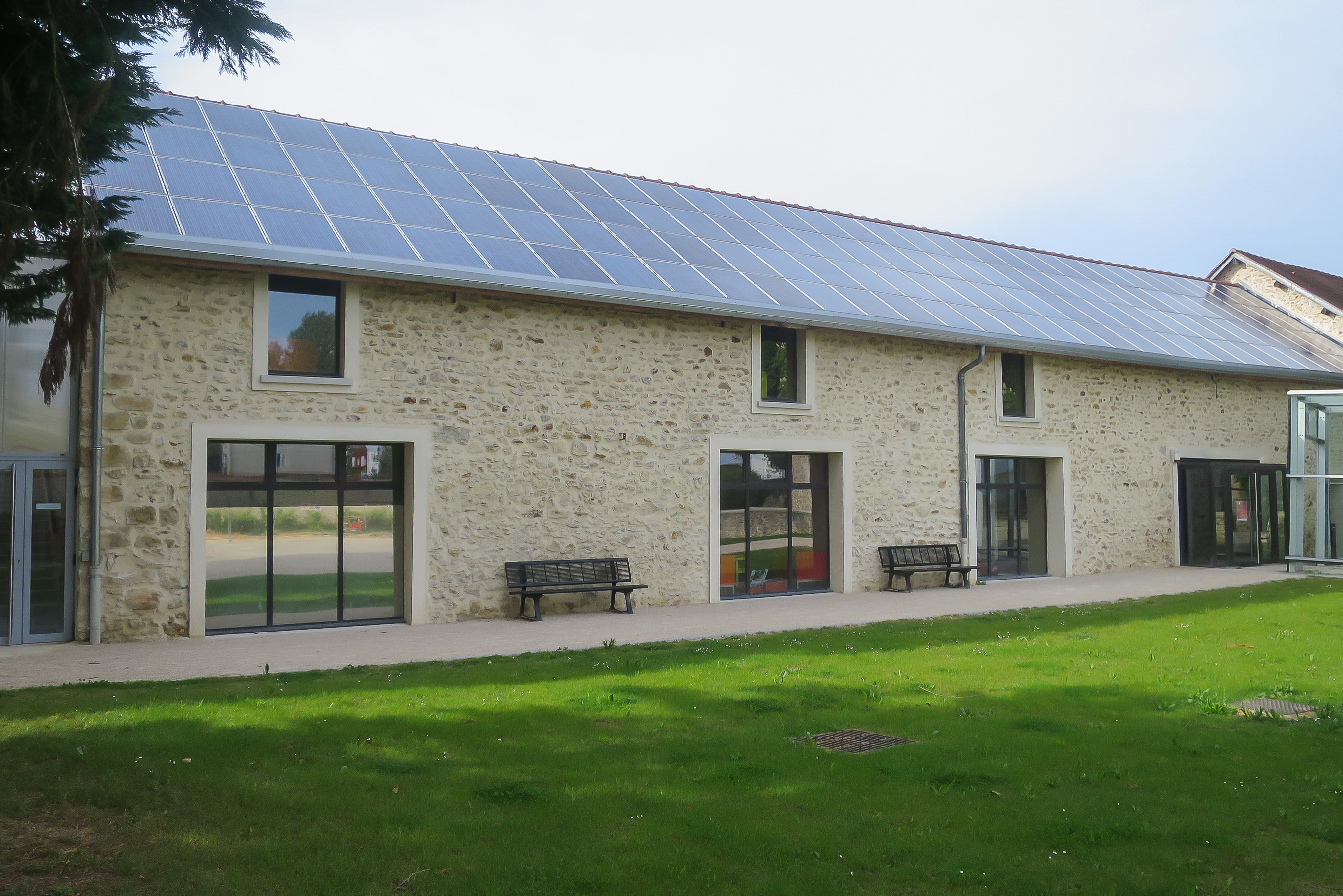
La maison des cultures et des arts.
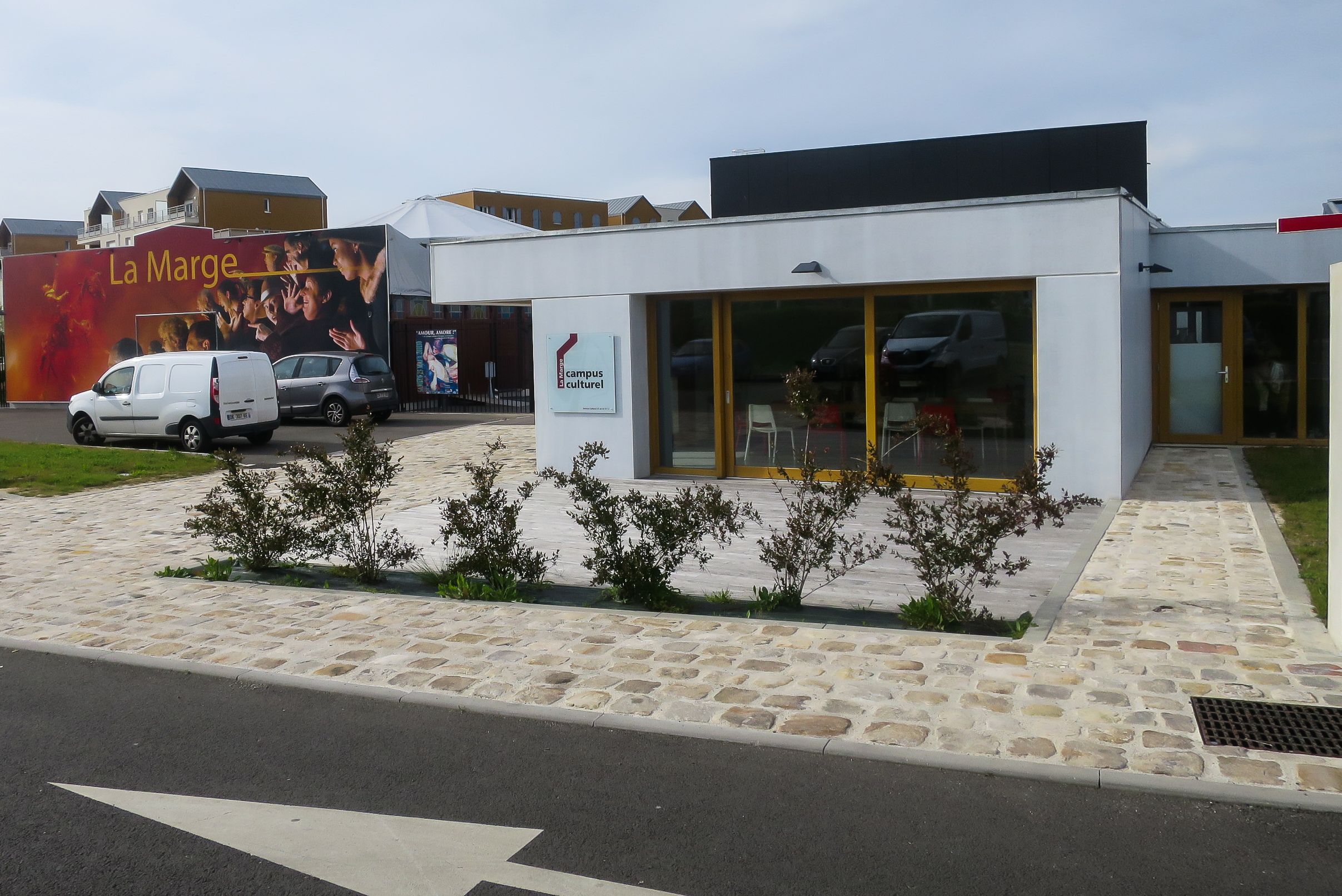
Le centre culturel la Marge.
Le théâtre de Sénart.

### Sports
La commune de Lieusaint  dispose de plusieurs infrastructures sportives dont :
- le gymnase Richard-Dacoury, comprenant : une salle omnisports, une salle polyvalente et des terrains extérieurs pour le football, le handball et le roller ;
- le gymnase Lavoisier, comprenant : une salle omnisports, une salle de gymnastique, un dojo, une salle de danse et, à l'extérieur, une piste d'athlétisme de 200 m et un terrain de basket-ball ;
- la salle polyvalente de la Chasse, comprenant : une salle omnisports et un city-stade pour le football et le basket-ball ;
- un parc omnisports, comprenant : trois terrains de football, trois courts de tennis extérieurs, deux courts de tennis couverts, un boulodrome et un city-stade ;
- un stade de base-ball en gazon synthétique ;
- une aire de street workout.

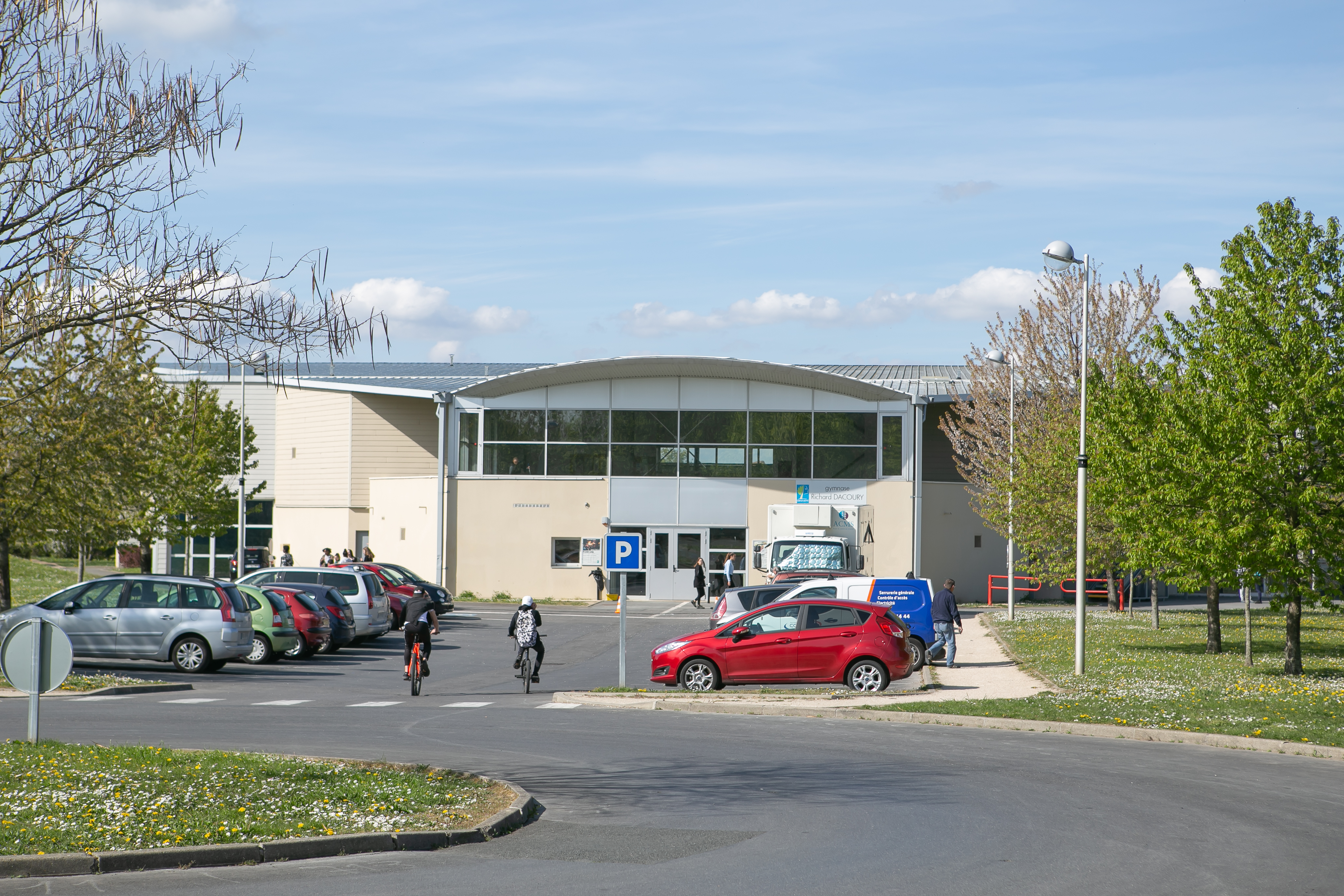
Le gymnase Richard-Dacoury.
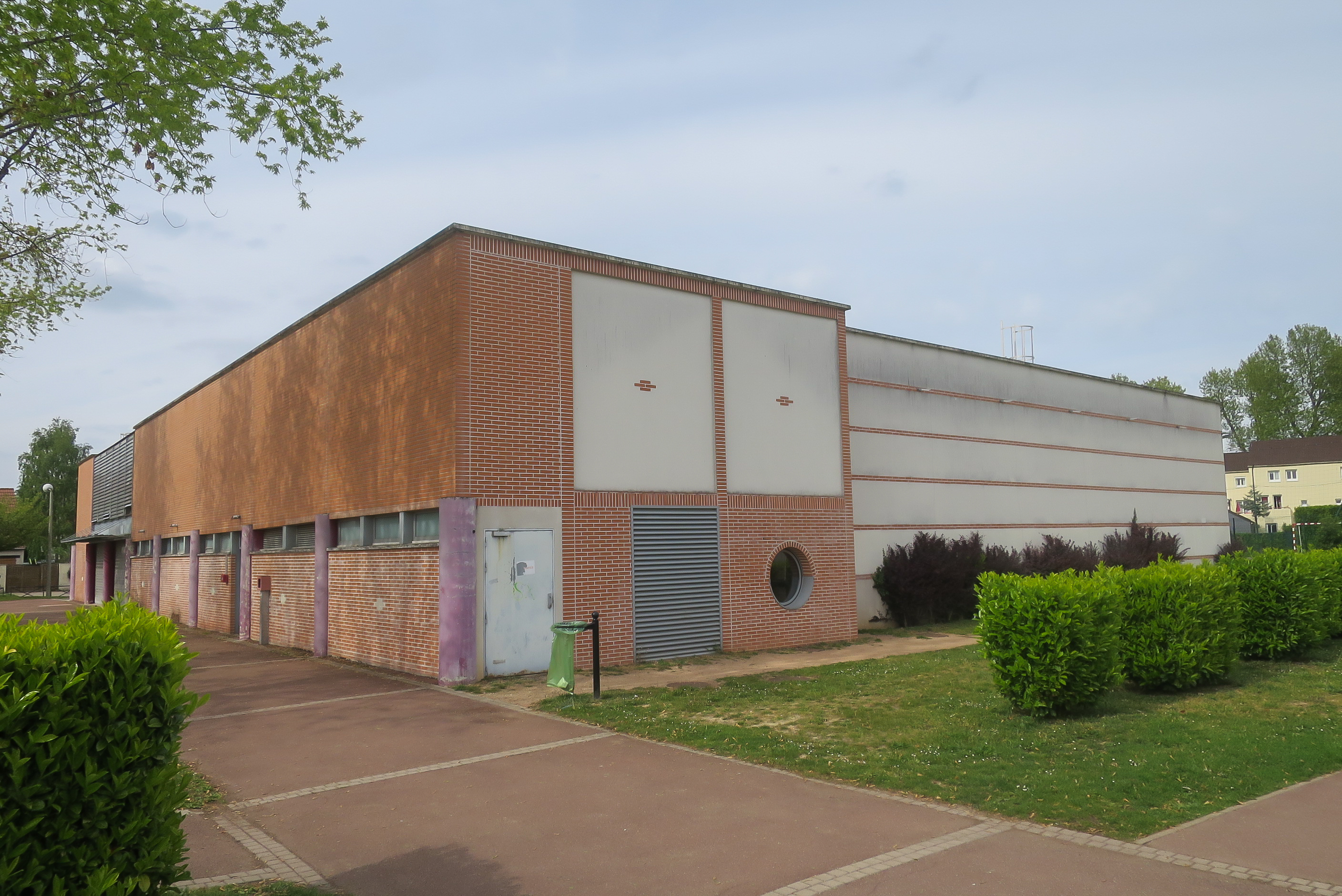
La salle polyvalente de la Chasse.
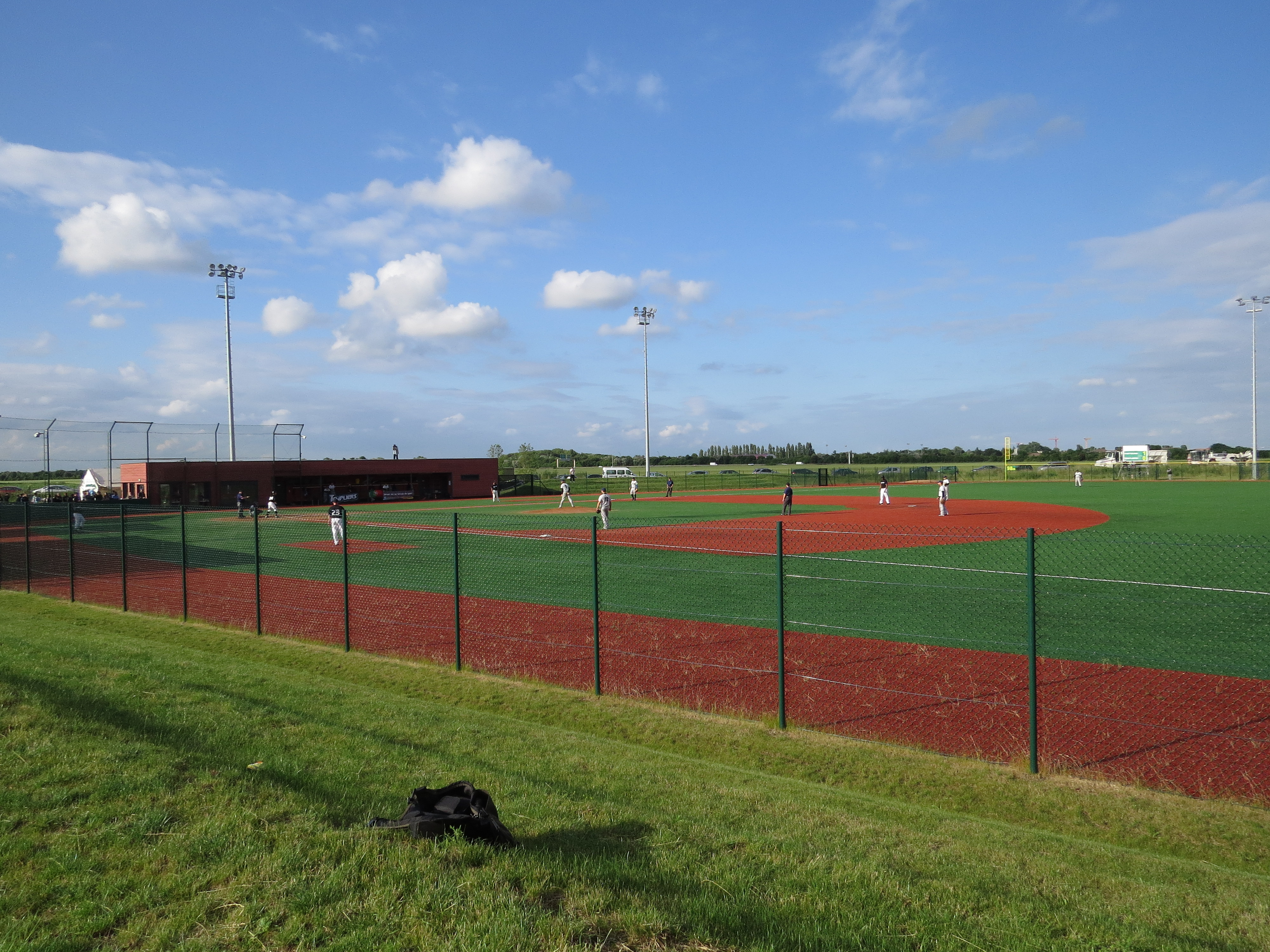
Le stade de baseball de Lieusaint.

### Lieux de cultes
La commune de Lieusaint fait partie de la paroisse catholique de Lieusaint - Moissy - Réau, laquelle est rattachée au pôle missionnaire de Brie-Sénart qui regroupe 24 églises dans 23 communes de Seine-et-Marne, au sein du diocèse de Meaux. 
Elle dispose d'un lieu de culte catholique : l’église Saint-Quintien.
Lieusaint dispose en outre d'une église baptiste, l'église Biblique Baptiste, et de salles de prières musulmane gérées par l'Amicale des musulmans de Lieusaint. Une mosquée est en cours de construction depuis 2015.

Sélection de vues d'édifices religieux à Lieusaint.
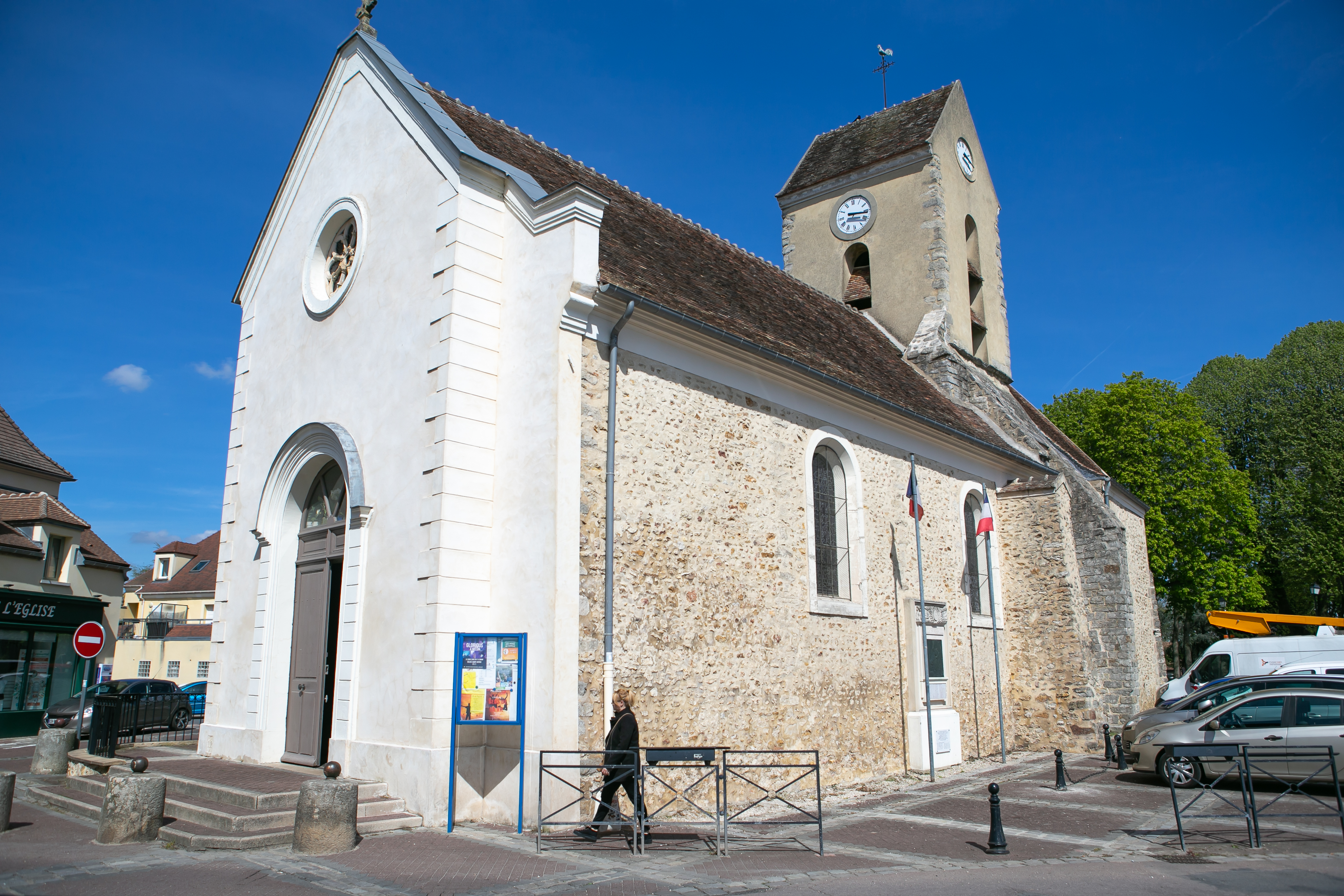
L’église Saint-Quintien.
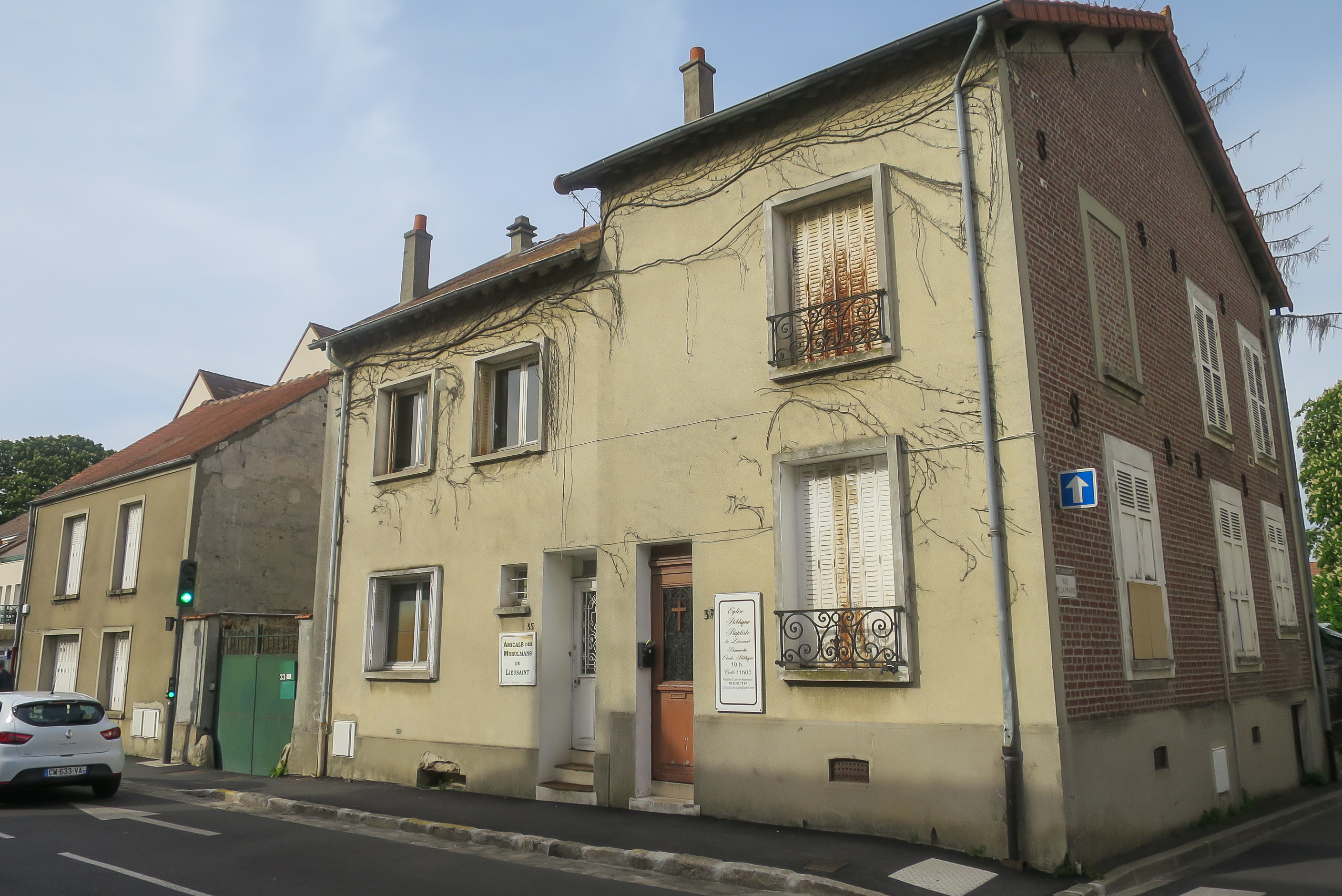
L'église Biblique Baptiste et les salles de prières salles de musulmane.
La nouvelle mosquée de Lieusaint.

## Économie

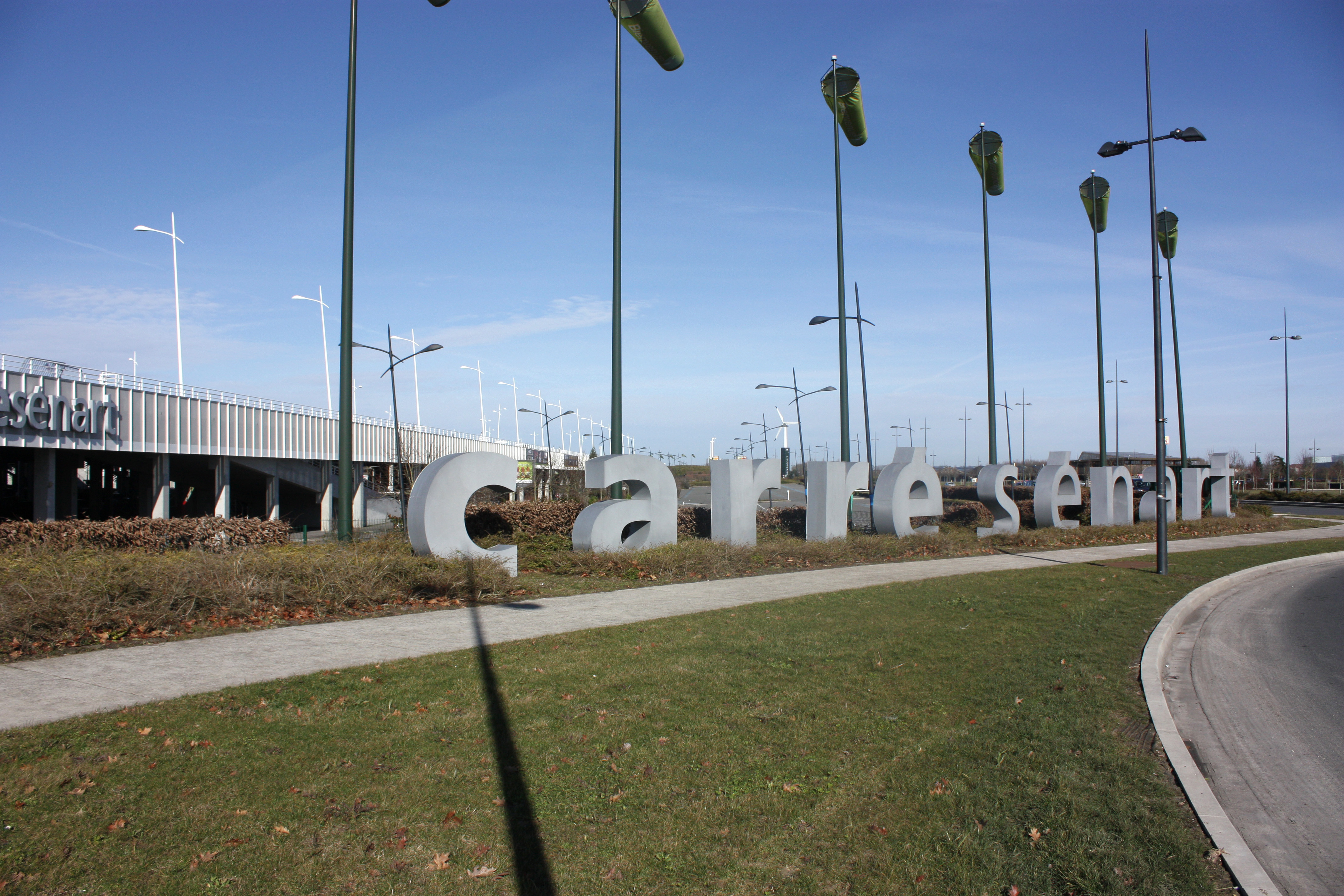
L'entrée du centre commercial Carré Sénart.

- Le centre commercial Carré Sénart[73] :  il abrite un cinéma de dix-sept salles, un hypermarché (Carrefour) et plusieurs dizaines de boutiques sur deux niveaux.

- Le Carré Sénart est en pleine extension et continue de se développer sur la partie Nord (Shopping Parc, 13 nouvelles enseignes)[réf. nécessaire]. Par ailleurs, les premiers immeubles de bureaux (Trésor public), ainsi qu'une résidence hôtelière de luxe (Clarion) ont vu le jour respectivement en 2005 et 2008[réf. nécessaire].

### Secteurs d'activité

#### Agriculture
Lieusaint est dans la petite région agricole dénommée la « Brie française », (ou Basse-Brie), une partie de la Brie autour de Brie-Comte-Robert. En 2010, l'orientation technico-économique de l'agriculture sur la commune est la polyculture et le polyélevage.
Si la productivité agricole de la Seine-et-Marne se situe dans le peloton de tête des départements français, le département enregistre un double phénomène de disparition des terres cultivables (près de 2 000 ha par an dans les années 1980, moins dans les années 2000) et de réduction d'environ 30 % du nombre d'agriculteurs dans les années 2010. Cette tendance se retrouve au niveau de la commune où le nombre d’exploitations est passé de 8 en 1988 à 3 en 2010. Parallèlement, la taille de ces exploitations augmente, passant de 130 ha en 1988 à 136 ha en 2010.
Le tableau ci-dessous présente les principales caractéristiques des exploitations agricoles de Lieusaint, observées sur une période de 22 ans : 
|                                      | 1988  | 2000 | 2010 |
| ------------------------------------ | ----- | ---- | ---- |
| Dimension économique,                |       |      |      |
| Nombre d’exploitations (u)           | 8     | 5    | 3    |
| Travail (UTA)                        | 51    | 27   | 24   |
| Surface agricole utilisée (ha)       | 1 036 | 804  | 407  |
| Cultures                             |       |      |      |
| Terres labourables (ha)              | 962   | 769  | 376  |
| Céréales (ha)                        | 474   | 482  | 242  |
| dont blé tendre (ha)                 | 333   | 325  | 163  |
| dont maïs-grain et maïs-semence (ha) | 134   | s    | s    |
| Tournesol (ha)                       | 34    |      |      |
| Colza et navette (ha)                | s     | s    | s    |
| Élevage                              |       |      |      |
| Cheptel (UGBTA)                      | 0     | 0    | 0    |

## Culture locale et patrimoine

### Lieux et monuments
- L'église Saint-Quintien datant du XIIe siècle. Elle comprend une cloche datant de 1727[77].
- Le terme boréal de Lieusaint.

Afin d'adopter un nouveau système unifié de poids et de mesures, l'Assemblée constituante décide d'envoyer une expédition menée par Delambre et Méchain afin de mesurer la portion du méridien comprise entre Dunkerque et Barcelone. En 1798 a lieu la mesure au sol de la base entre Melun et Lieusaint, avec des règles d'une toise (environ deux mètres). Des pyramidions sont disposés aux extrémités. Aujourd'hui, seul est conservé celui de Lieusaint. Le pyramidion de Lieusaint, borne boréale du dispositif. Il se situe au sud du centre-ville à l'intersection de la rue de Paris et du boulevard Schœlcher. Une coulée douce, entre la gare et cette borne, retrace, par des panneaux, l'historique de cette expédition. Des plaques au sol présentent quelques mesures anciennes.
- Le château de la Barrière, ou château Berger.

Construit en 1910 par Jean-Baptiste Gobert-Martin, industriel et philanthrope, propriétaire des Grands Magasins Réaumur. Le domaine est racheté en 1972 par la société Berger qui y installe son siège social et construit une usine de sirops. Après la fermeture de l'usine en 2003, le domaine est vendu à en 2005 à une société financière. Le château est actuellement à l'abandon, un projet de construction de 485 logements et d'une résidence pour personnes âgées est à l'étude.

Sélection d'images de lieux et monuments de Lieusaint.
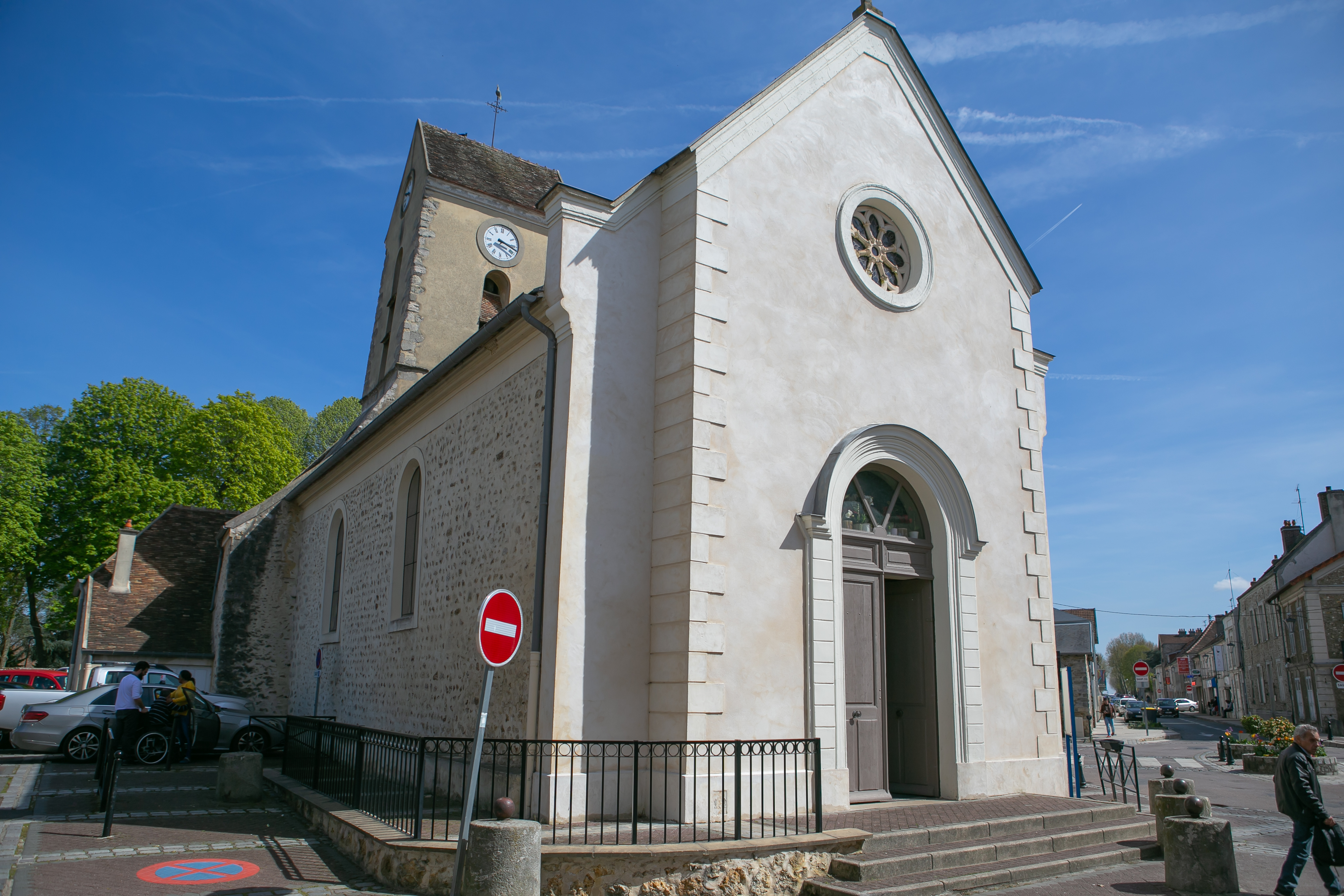
L'église Saint-Quintien.
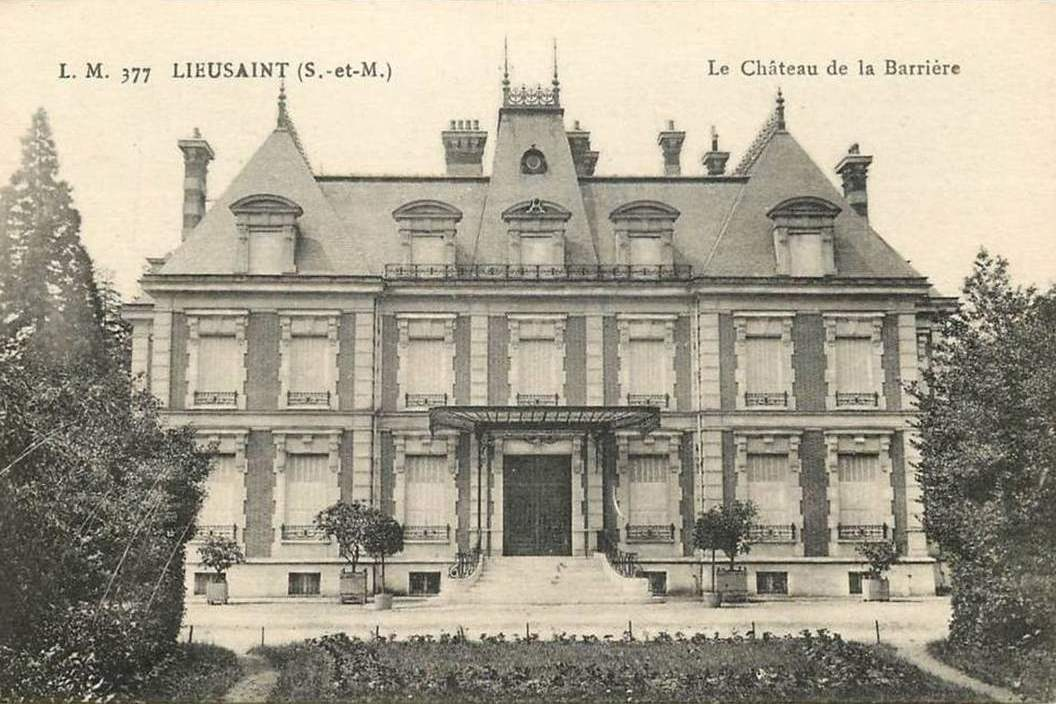
Le château de la Barrière au début du XXe siècle.
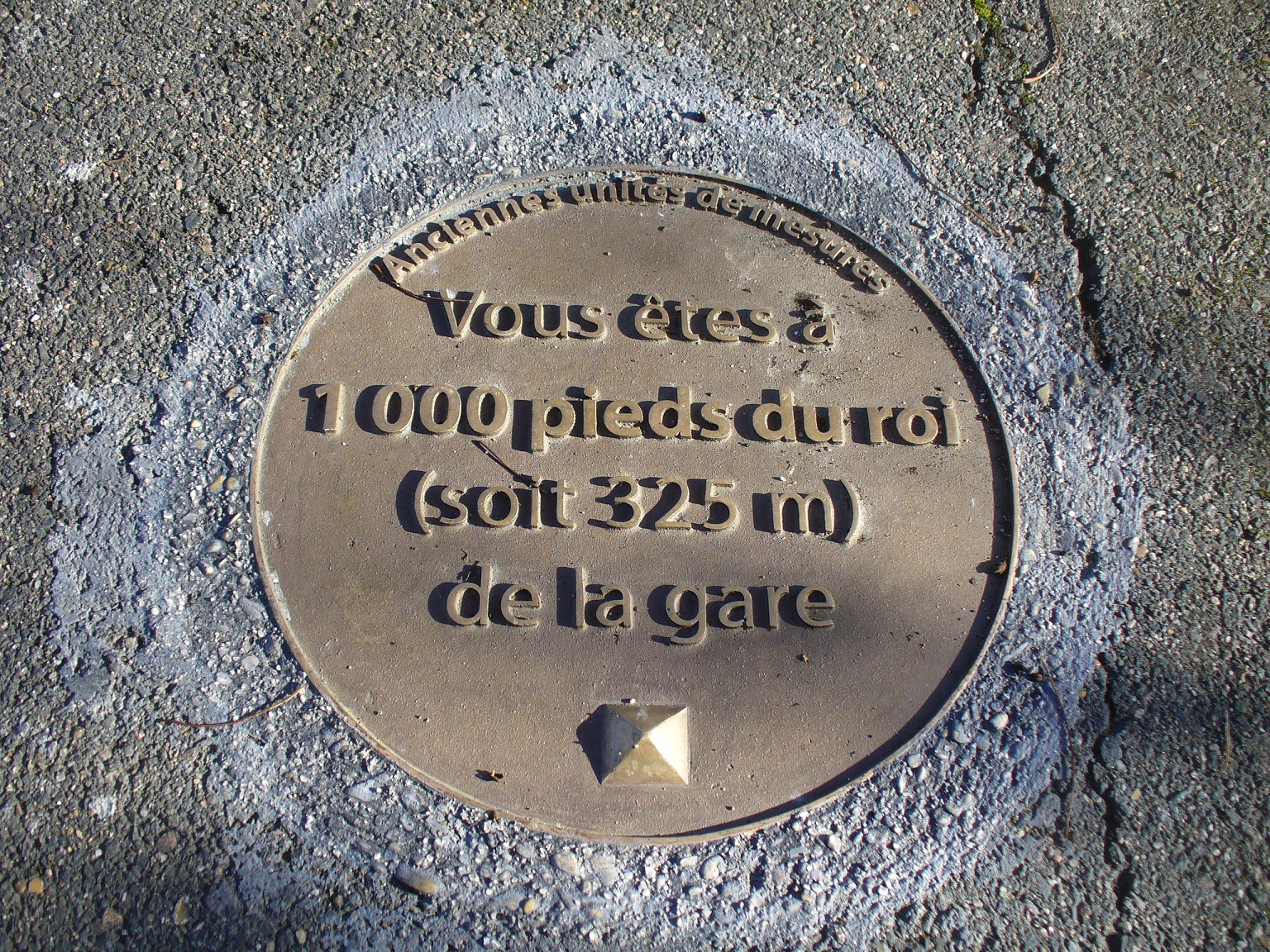
Une des plaques au sol rappelant les mesures de Delambre.

### Personnalités liées à la commune
- Jean-Baptiste Gobert-Martin (1848-1921), propriétaire du château de la Barrière, y résida.

### Lieusaint dans les arts et la culture

#### La légende de la Dame bleue
Une légende celtique dit qu'une source d'une grande pureté se situait au centre de la forêt de Lieusaint qui était la demeure de la Dame bleue, une fée dont l’origine remonte aux temps gaulois. Deux fois par an, les druides célébraient l'esprit de la forêt. La légende raconte aussi qu'au Moyen Âge les souverains ne pourchassaient aucun gibier dans la forêt de Lieusaint, mais étaient en quête de la Dame bleue. Une fête est organisée depuis 2002 chaque année au mois de mai à Lieusaint sur le thème de la légende de la Dame Bleue.

### Héraldique et logotype

Logo.

La commune de Lieusaint ne possède pas de blason. Elle s’est cependant  dotée d’un logotype dont les composantes représentent des éléments historiques ou géographiques de son territoire : la forêt de Lieusaint, la route royale qui traverse la commune et la Dame bleue.